# Grésy-sur-Aix
Pour les articles homonymes, voir Grésy.
Grésy-sur-Aix, localement nommée Grésy, est une commune française située dans le département de la Savoie en région Auvergne-Rhône-Alpes.
Établie sur les premiers contreforts des Préalpes, et plus particulièrement en bordure du massif des Bauges, la commune n'a cessé d'accroître son nombre d'habitants depuis le milieu du XXe siècle. La commune est située à quelques kilomètres d'Aix-les-Bains, deuxième plus grande commune du département. Le lac du Bourget est situé, lui aussi, à seulement quelques kilomètres, et peut être vu depuis certains points hauts de la commune comme la mairie ou le collège.
L'histoire de Grésy est marquée par celle de la Savoie. En effet, la commune n'est devenue française qu'à la suite de l'annexion de la Savoie par la France.
Grésy-sur-Aix appartient à cinq zones naturelles d'intérêt écologique faunistique et floristique (ZNIEFF) de la région Auvergne-Rhône-Alpes avec une importante diversité animale et surtout végétale.

## Géographie

### Situation

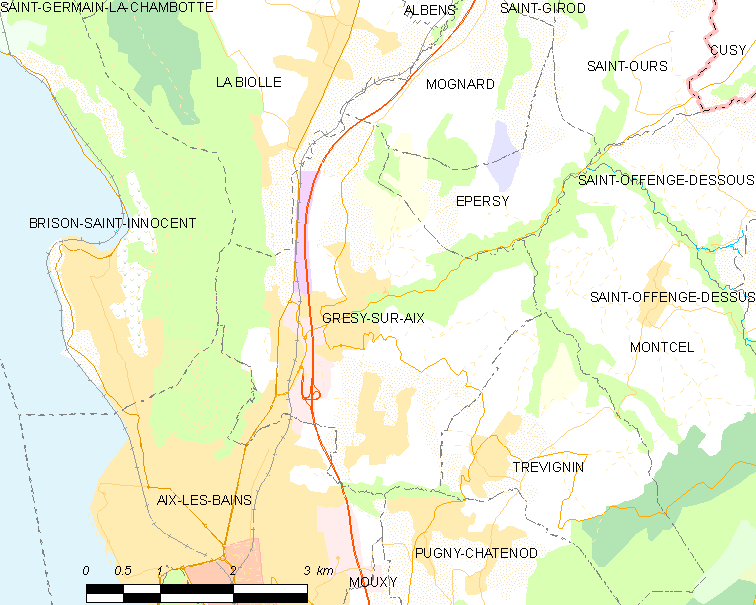
Localisation de la commune.

Grésy-sur-Aix se situe dans le centre-est de la France, près des contreforts des Alpes du Nord.
La commune est implantée dans le périurbain nord d'Aix-les-Bains, une station thermale et touristique d'environ 30 000 habitants. Elle fait en outre partie de l'intercommunalité Grand Lac.
Les préfectures d'Annecy (Haute-Savoie) au nord, et de Chambéry (Savoie) au sud, se situent à des distances respectives, à vol d'oiseau, de 25,4 km et de 16,9 km. De fait, Grésy appartient à l'aire urbaine de Chambéry.

### Communes limitrophes
Grésy-sur-Aix est limitrophe de huit communes.

### Géologie et relief
La superficie de la commune est de 1 273 hectares ; son altitude varie entre 253 et 620 mètres. Le point le plus bas se trouve en limite d'Aix-les-Bains, au sud-ouest de la commune. Le point culminant, quant-à-lui, se retrouve dans la forêt de Corsuet, à l'extrême-nord-ouest des limites communales. L'altitude de la mairie est, quant-à-elle, d'environ 350 mètres. Grésy-sur-Aix surplombe en partie le lac du Bourget, plus grand lac naturel de France. Elle est dominée, à l'est, par le mont Revard culminant à 1 562 mètres et, à l'ouest, par la colline de Corsuet, issue du massif de la Chambotte.

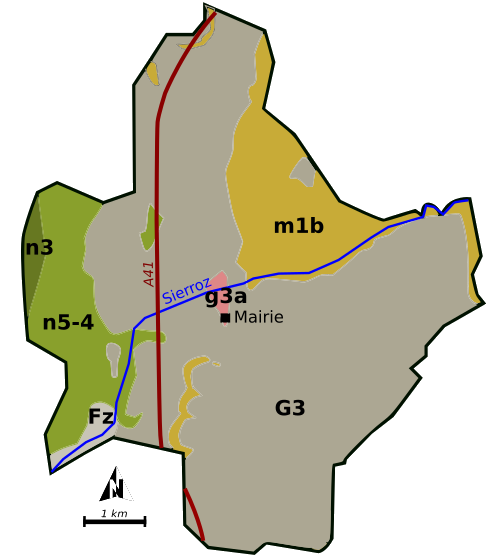
Carte géologique simplifiée de Grésy-sur-Aix.
Hauterivien (n3)
Urgonien (n5-4)
Aquitanien (G3)
Burdigalien supérieur (m1b)
Alluvions modernes (Fz)
Oligocène (Chattien) (g3a)

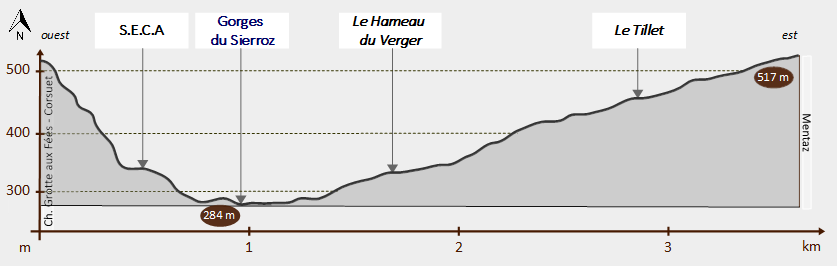
Coupe topographique ouest-est de Grésy-sur-Aix.

Le sol de la commune, tout comme l'ensemble du secteur de l'Albanais, est principalement formé de molasse marine calcaire et sableuse (correspondant à l'ère Tertiaire) ainsi que de dépôts (alluvions) würmiens, autrement dit glaciaires (période du Quaternaire),. La dernière phase de glaciation (glaciation de Würm) d'il y a plusieurs dizaines de milliers d'années a considérablement marqué la structuration et composition géologique, faunistique et floristique de l'arc alpin et préalpin. Cette dernière ayant en effet conduit à une régression marine et, de fait, à un nouveau cycle sédimentaire. Soulignons également la présence localisée de marnes rouges (fossilisation du Chattien durant l'époque de l'Oligocène) au niveau du bois entre le Sierroz (route des Bauges) et la mairie (secteur de la montée de la Tour). Les contreforts de Corsuet sont principalement constitués d'urgonien puis de marno-calcaires et de calcaires bioclastiques du Secondaire, des formations typiques des chaînons subalpins,.

### Hydrographie

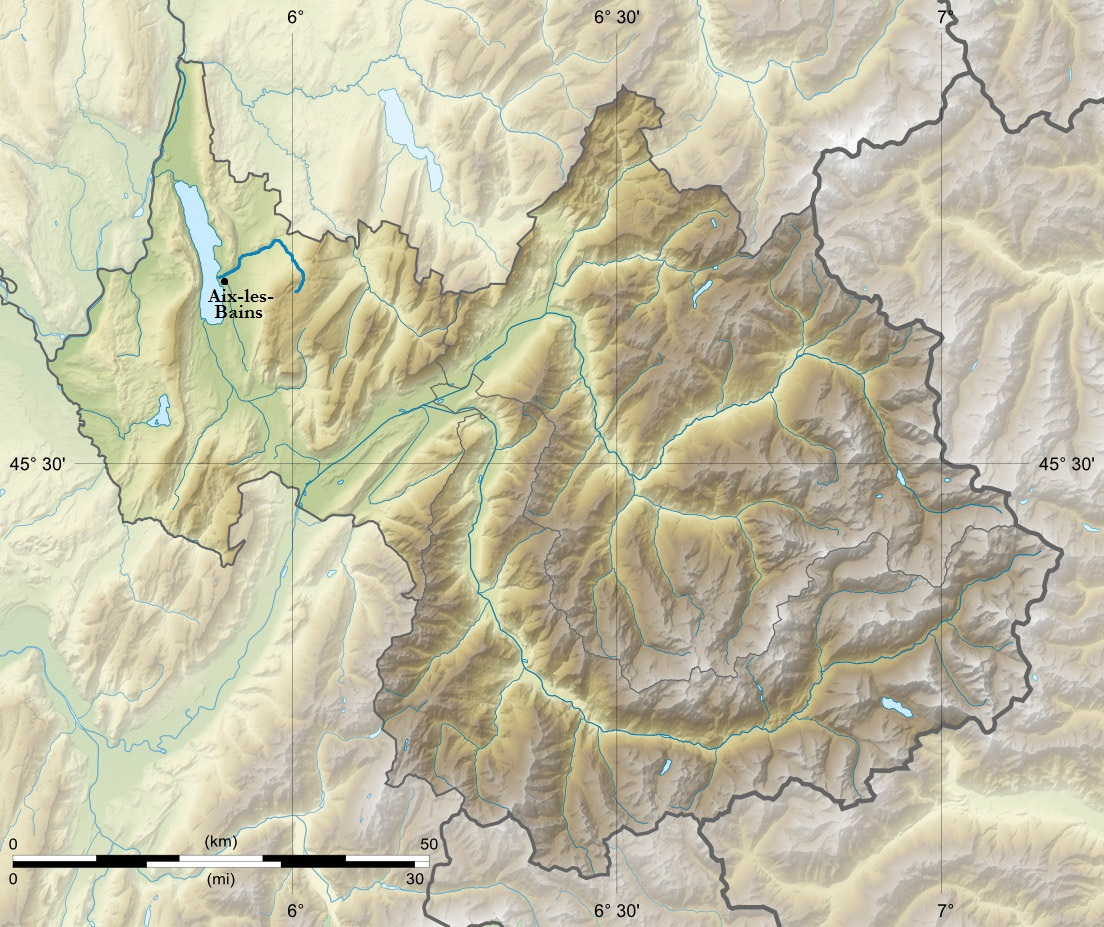
Représentation cartographique du Sierroz.

Le territoire communal de Grésy-sur-Aix est traversé par plusieurs cours d'eau aux débits ponctuellement importants, de par le dénivelé isolément marqué. Le principal est celui du Sierroz (ou Sierre), un torrent de dix-neuf kilomètres circulant du nord-est vers le sud-ouest et prenant sa source dans les Bauges pour se jeter dans le lac du Bourget à Aix-les-Bains. Citons ensuite le ruisseau des Gents, le nant des Fougères et le nant de l'abbaye, bien que ce dernier fasse l'objet uniquement d'une limite communale partielle au sud. Ces trois cours d'eau circulent d'est en ouest pour finalement se jeter dans le Sierroz, celui-ci circulant en contrebas de Corsuet, à l'ouest de Grésy. Au nord, on retrouve la Deysse ainsi que le nant d'Arbussin, qui terminent également leur trajet dans le Sierroz. Il en est de même pour deux petits ruisseaux plus ou moins pérennes au centre-est de la commune (ruisseau de Combes par exemple). La Meunaz, à l'extrême nord-est, délimite une partie du finage communal avec Montcel.
Les gorges du Sierroz constituaient un lieu touristique majeur pour la commune jusqu'à la fin du 20e siècle. La confluence entre la Deysse et le Sierroz abrite en effet un patrimoine naturel classé nationalement, si bien que jadis, Napoléon III ou la reine Victoria s'y rendirent. Aujourd'hui, le site est en phase de reprendre vie grâce notamment aux actions menées par l'association Au cœur des Gorges du Sierroz : « Il reste aujourd'hui des vestiges de l'ancienne scierie, des meules et tout un ensemble de canalisations qui faisaient fonctionner les moulins à farine », témoigne le président Sébastien Pomini.

### Climat
Pour des articles plus généraux, voir Climat d'Auvergne-Rhône-Alpes et Climat de la Savoie.
En 2010, le climat de la commune est de type climat des marges montargnardes, selon une étude du Centre national de la recherche scientifique s'appuyant sur une série de données couvrant la période 1971-2000. En 2020, Météo-France publie une typologie des climats de la France métropolitaine dans laquelle la commune est exposée à un climat de montagne ou de marges de montagne et est dans la région climatique Alpes du nord, caractérisée par une pluviométrie annuelle de 1 200 à 1 500 mm, irrégulièrement répartie en été.
Pour la période 1971-2000, la température annuelle moyenne est de 10,6 °C, avec une amplitude thermique annuelle de 18,9 °C. Le cumul annuel moyen de précipitations est de 1 336 mm, avec 10,2 jours de précipitations en janvier et 8,2 jours en juillet. Pour la période 1991-2020, la température moyenne annuelle observée sur la station météorologique de Météo-France la plus proche, « Trévignin », sur la commune de Trévignin à 2 km à vol d'oiseau, est de 9,8 °C et le cumul annuel moyen de précipitations est de 1 517,3 mm,. Pour l'avenir, les paramètres climatiques de la commune estimés pour 2050 selon différents scénarios d'émission de gaz à effet de serre sont consultables sur un site dédié publié par Météo-France en novembre 2022.
| Mois                                  | jan.           | fév.           | mars            | avril         | mai             | juin           | jui.           | août           | sep.           | oct.            | nov.            | déc.            | année      |
| ------------------------------------- | -------------- | -------------- | --------------- | ------------- | --------------- | -------------- | -------------- | -------------- | -------------- | --------------- | --------------- | --------------- | ---------- |
| Température minimale moyenne (°C)     | −1,7           | −1,5           | 1,5             | 4,3           | 8,2             | 11,9           | 13,9           | 13,7           | 10,2           | 6,8             | 2,1             | −0,9            | 5,7        |
| Température moyenne (°C)              | 1              | 2              | 5,7             | 9             | 13              | 16,9           | 19             | 18,7           | 14,5           | 10,3            | 5,1             | 1,8             | 9,8        |
| Température maximale moyenne (°C)     | 3,8            | 5,4            | 10              | 13,7          | 17,8            | 21,9           | 24,2           | 23,7           | 18,8           | 13,9            | 8,1             | 4,6             | 13,8       |
| Record de froid (°C) date du record   | −12,9 28.01.05 | −17,8 05.02.12 | −15 01.03.05    | −7 08.04.03   | −1,1 15.05.1995 | 2,5 13.06.1998 | 5,5 13.07.1993 | 4,9 31.08.1995 | 0,9 30.09.1995 | −4,8 31.10.1997 | −9,2 27.11.10   | −15,3 20.12.09  | −17,8 2012 |
| Record de chaleur (°C) date du record | 15,2 10.01.15  | 18,1 23.02.20  | 23,2 22.03.1990 | 25,4 21.04.18 | 29,8 24.05.09   | 33,6 27.06.19  | 34,5 31.07.20  | 36,2 13.08.03  | 28,2 14.09.20  | 24 20.10.14     | 19,8 06.11.1997 | 21,5 18.12.1989 | 36,2 2003  |
| Précipitations (mm)                   | 114,7          | 99,7           | 113,5           | 123,3         | 138,5           | 125,7          | 126,7          | 127,7          | 133,4          | 138,9           | 137,1           | 138,1           | 1 517,3    |

#### Températures
Les températures peuvent dépasser les 35 °C en période estivale et descendre jusqu'à des minimales largement inférieures à zéro l'hiver (-14,4 degrés Celsius en 2012, à la station de l'aéroport de Chambéry-Savoie à 234 mètres d'altitude, lors d'une vague de froid),. L'amplitude thermique annuelle s'avère être relativement marquée dans la vallée préalpine. En 2017, la température journalière moyenne était de 0,1 degré en janvier contre 22,2 degrés en juillet et août à la station de l'aéroport.
Le tableau ci-dessous montre l'évolution des températures entre 1990 et 2015 à un intervalle régulier de 5 ans sur Aix-les-Bains et ses alentours. On a néanmoins indiqué les relevés de la dernière année achevée, c'est-à-dire 2017, à titre de comparaison.
|                       | 1990 | 1995 | 2000 | 2005 | 2010  | 2015 | 2017 |
| --------------------- | ---- | ---- | ---- | ---- | ----- | ---- | ---- |
| Maximale extrême (°C) | 33,6 | 33,8 | 34,2 | 35,2 | 37,4  | 38,8 | 35,8 |
| Maximale moyenne (°C) | 16,9 | 16   | 17,1 | 16,3 | 16    | 17,8 | 17,7 |
| Moyenne moyenne (°C)  | 10,8 | 11,1 | 12   | 11,2 | 11    | 12,4 | 12,3 |
| Minimale moyenne (°C) | 6,5  | 6,9  | 6,8  | 6,1  | 6,2   | 7,1  | 7,0  |
| Minimale extrême (°C) | -8,3 | -8   | -9,7 | -12  | -11,4 | -5,5 | -7,7 |

#### Autres phénomènes climatiques
Par an, Grésy-sur-Aix possède une durée d'ensoleillement moyenne avec environ 1 900 heures de soleil. Concernant les précipitations, les cumuls sont importants, souvent proches des 1 000 mm. En effet, la position entre deux massifs favorise le blocage de perturbations qui provoquent des cumuls de précipitations souvent conséquents par rapport à la moyenne nationale. D'autres, les orages sont relativement fréquents avec parfois près d'un mois d'instabilité.

#### Évolution climatique périodique
La comparaison des moyennes météorologiques à la station de Chambéry-Aix-les-Bains (données ci-dessous) semble montrer une hausse, plus ou moins forte, des différents paramètres observés au cours des deux périodes : températures (températures minimales, moyennes et maximales), ensoleillement et précipitations,.
|                                     | 1971-2000 | 1981-2010 |
| ----------------------------------- | --------- | --------- |
| Température minimale moyenne (en°C) | 6,4       | 6,5       |
| Température moyenne (en°C)          | 10,6      | 11,0      |
| Température maximale moyenne (en°C) | 15,7      | 16,3      |
| Ensoleillement (en h)               | 1 708.5   | 1 819,7   |
| Précipitations (en mm)              | 726,5     | 895,0     |

### Préventions des risques majeurs
Grésy est exposée à plusieurs risques naturels. Le risque d'inondations fait l'objet d'un plan de prévention approuvé (PPRI) pour l'ensemble du bassin aixois en 2011,. Il comprend une infime partie du territoire communal en raison des menaces liées au bassin versant du Sierroz et ses affluents, pouvant porter atteinte aux activités humaines. Le rapport de 2011 de la Direction Départementale des Territoires (DDT) de la Savoie indiquait que « Les zones d’activités (2 ha), les zones d’activités futures (1 ha) et les infrastructures sportives
(1 ha) sont seules impactées par les inondations ». Par ailleurs, Grésy, tout comme une grande partie de la Savoie, est située en zone de sismicité de niveau 4 sur une échelle de 5 (sismicité moyenne). En 2011, près de 78 % de la population savoyarde était exposée à ce niveau moyen, soit 326 289 habitants. Les failles sont responsables des séismes d'origine tectonique, se produisant entre la lithosphère et la croûte terrestre. Dans la vallée préalpine de Grésy, une importante faille dite de chevauchement frontal passe juste au-dessus de la commune, au bas du mont Revard et des contreforts du massif des Bauges. Le 19 février 1822, un séisme de magnitude 7 sur l'échelle de Richter a été recensé, selon des données « assez sûres ». Aussi, la ville est soumise à de possibles mouvements de terrains, sans être toutefois concernée par un plan de prévention spécifique à ce risque. Quelques glissements et éboulements ont déjà été recensés à proximité du Sierroz et de Corsuet.
Les derniers arrêtés faisant état d'une ou plusieurs catastrophes naturelles sont répertoriés ci-dessous. Aucun arrêté n'a été déclenché depuis 2008.
| Phénomène météorologique        | Date ou période de l'événement |
| Tempête                         | 06 au 10/11/1982               |
| I, CB et glissements de terrain | 26 au 27/11/1983               |
| I et CB                         | 14 au 20/02/1990               |
| I et CB                         | 21 au 24/12/1991               |
| I et CB                         | 10/06/1992                     |
| I et CB                         | 10/06/2008                     |

I et CB : inondations et coulées de boue.

### Voies de communication et transports

#### Voies routières

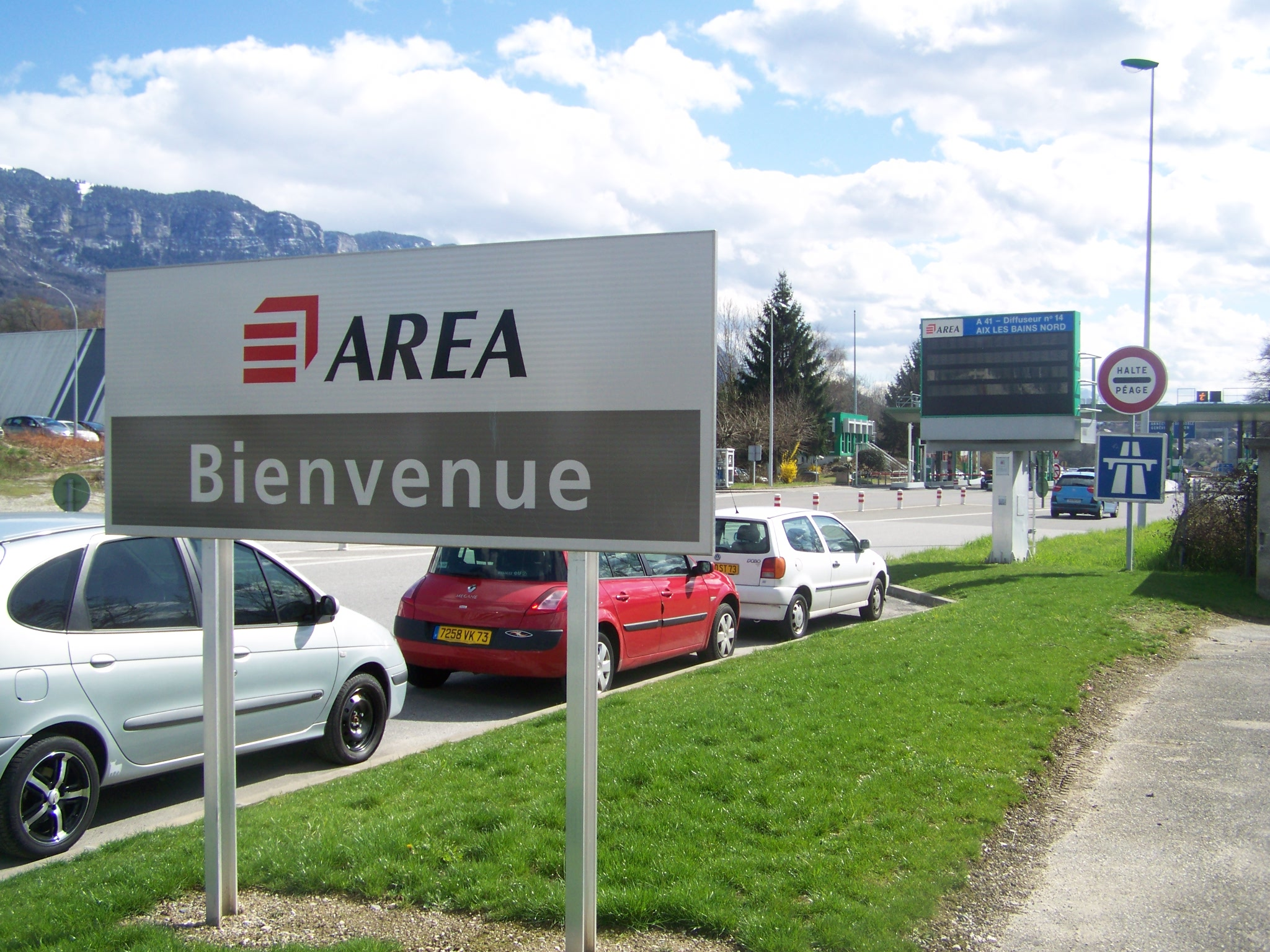
Le péage de l'A41 sur la commune.

Les principales voies, par ordre d'importance et de gestion, de la commune sont l'A41, la départementale 1201 (D 1201), la D 910 puis la D 49.
L'autoroute A41, ouverte en 1977, traverse la commune principalement sur sa partie ouest. Elle dessert un échangeur sur Grésy, nommé Aix-Nord et identifié par le numéro 14. Cette voie est de plus en plus fréquentée car elle permet une desserte directe vers les pôles structuraux d'Annecy et de Chambéry. Pour Marc Moretti, directeur de la gestion du trafic et du développement pour la société AREA en 2012, le trafic a augmenté d'une manière nette entre 2000 et 2009 : « sur l'A41 nord, entre Chambéry et La Roche-sur-Foron [Haute-Savoie], on est à + 27 % » précise-t-il. En période hivernale, de nombreux vacanciers empruntent l'axe en direction des stations de sports d'hiver.
L'ancienne route nationale 201, reclassée départementale 1201 en 2006 (sauf la portion de voie rapide vers Chambéry (VRU)), concerne le bas de la commune, près de la colline de Corsuet. Cette infrastructure routière majeure et parallèle à l'autoroute relie l’agglomération chambérienne à la frontière Suisse, vers Saint-Julien-en-Genevois. Aussi, la départementale D 910 débute à l'intersection avec la D 1201 et permet d'accéder à l'échangeur autoroutier communal ainsi qu'au massif des Bauges (Cusy, Lescheraines, etc.). La route départementale D 49 permet d'accéder à Trévignin et à la route du Revard, en direction de Savoie Grand Revard. Cette dernière transite par le centre de la ville.

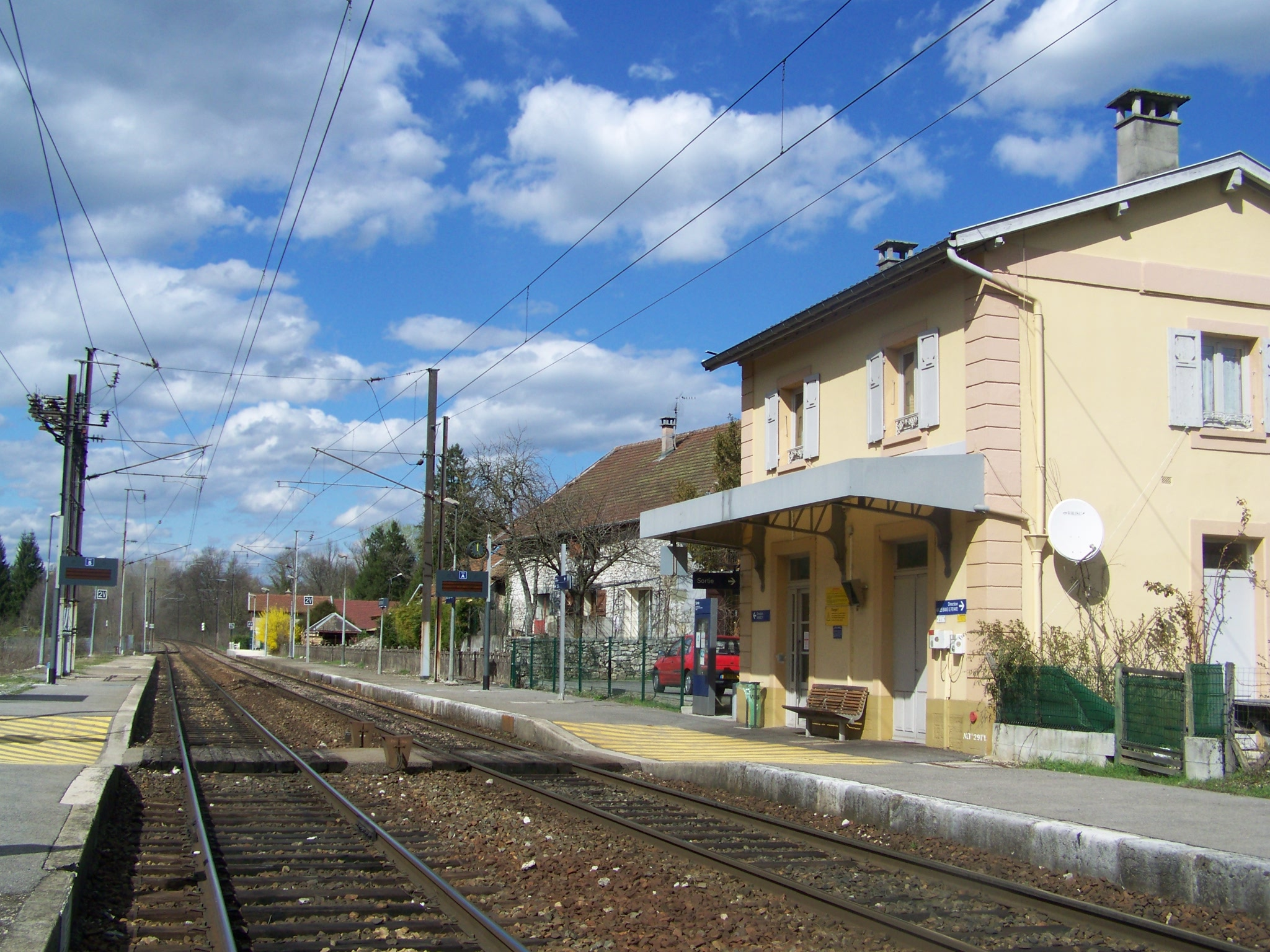
La gare de Grésy-sur-Aix.

#### Transport ferroviaire
La gare de Grésy-sur-Aix est la première gare d'arrêt sur la ligne Aix-les-Bains - Annemasse. Aujourd'hui, elle est régulièrement desservie par les trains TER Auvergne-Rhône-Alpes en provenance et à destination d'Annecy, Chambéry, Grenoble et Valence. Elle est par ailleurs située cinq kilomètres plus au nord de celle d'Aix-les-Bains-Le-Revard, important carrefour ferroviaire régional.
Elle a été mise en service par la Compagnie des Chemins de fer de Paris à Lyon et à la Méditerranée (PLM) en même temps que la ligne, c'est-à-dire le 5 juillet 1866.

#### Transport aérien
La commune ne dispose pas d'aire destinée à l'arrivée, départ et évolutions diverses de moyens de transport aériens. L'aéroport de Chambéry - Savoie est ainsi le plus proche, à environ quinze kilomètres au sud. Il propose des vols réguliers à destination de différentes villes de Grande-Bretagne ou des Pays-Bas (Londres, Rotterdam, Manchester, Birmingham, Édimbourg entre autres) mais également en France, en direction de Paris. L’aéroport est par ailleurs desservi par plusieurs compagnies charter spécialisées dans les vacances de ski.
L'aéroport le plus important pour la région reste celui de Genève (Suisse) à environ 70 km ou bien celui de Lyon-Saint-Exupéry à environ 100 km,.

#### Transports en commun

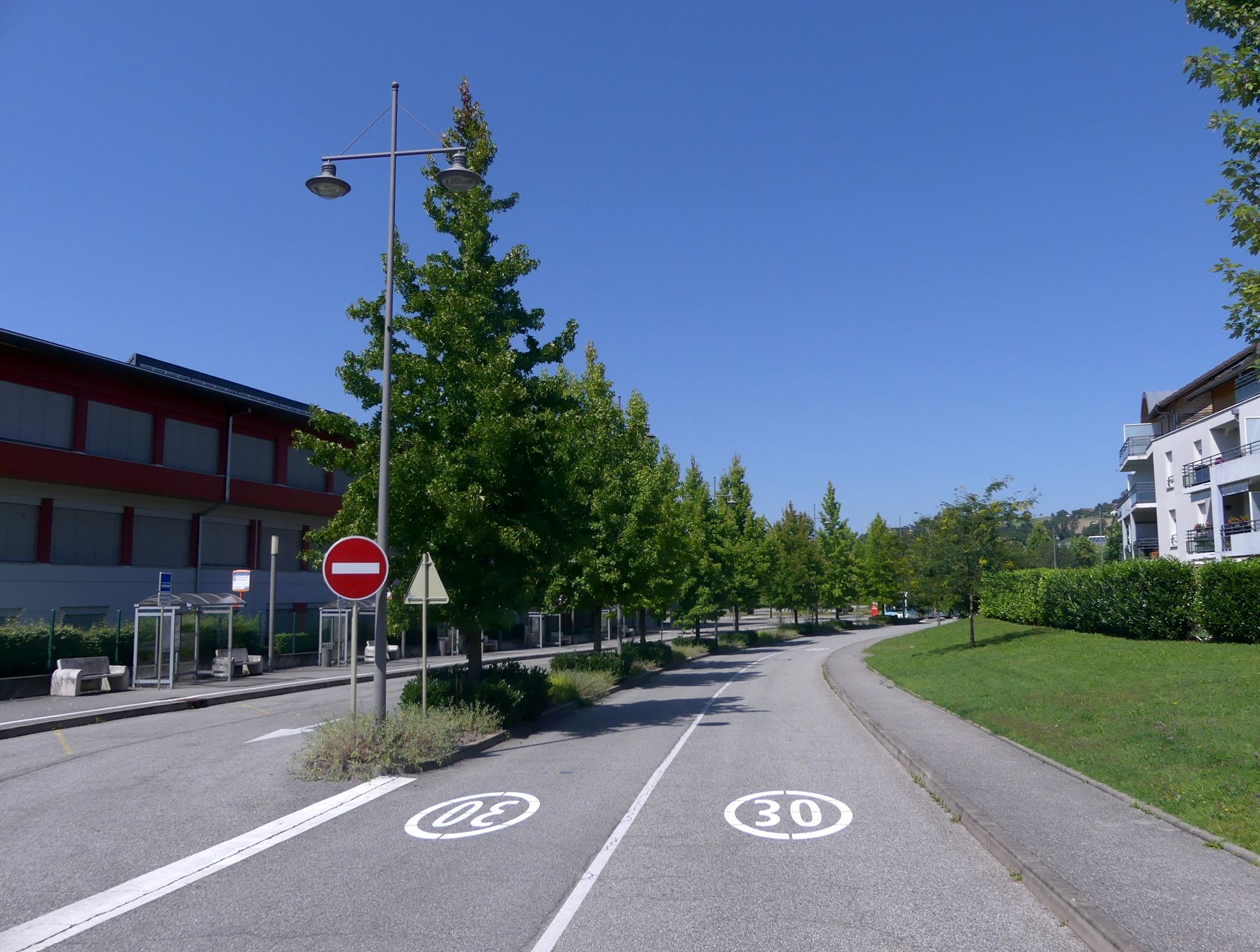
Arrêts de bus devant le collège du Revard de Grésy-sur-Aix, à gauche.

En 1867, la commune disposait d'omnibus à traction animal en provenance d'Aix-les-Bains. Toutefois, il ne s'agissait que du secteur des gorges du Sierroz, sur la partie proche de Corsuet. Au XXe siècle, la desserte reste fragile : après avoir été reliée au réseau aixois, Grésy n'est plus desservie en 1971 avec l'arrivée du gestionnaire Mironneau. Quelques années plus tard, par l'intermédiaire du Plan de Transport en Urbain (PTU), le réseau s'étend de nouveau en incorporant la ville. En 1987, le Service des Transports de l'Agglomération Aixoise (ST2A) consolide le réseau intercommunal, bien que Grésy reste très faiblement reliée. Il faut attendre le début du XXIe siècle pour que plusieurs lignes, plus ou moins pérennes, arrivent sur la commune.
Aujourd'hui, la commune est desservie par le réseau de transports en commun Ondéa, de l'agglomération Grand Lac. La ligne principale 2, couplée aux lignes de proximité (scolaires) 201, 15, 19, 24, 25, 206 et 27 proposent, en 2018, plusieurs points d'arrêts communaux, dont celui du « Collège de Grésy ». Cet arrêt est situé à proximité du centre-ville mais surtout bordé par un établissement scolaire intercommunal : le collège Le Revard. Les lignes desservent ainsi les hameaux et communes alentour. Par ailleurs, la ligne 2 effectue son terminus à cet arrêt. Ligne structurante du bassin aixois, elle dessert notamment l'unique lycée implanté à plusieurs kilomètres au sud d'Aix-les-Bains : le lycée Marlioz. De fait, outre la ligne 2, la majeure partie de Grésy ne reste pas desservie par des véhicules de transport en commun.

## Urbanisme

### Typologie
Au 1er janvier 2024, Grésy-sur-Aix est catégorisée ceinture urbaine, selon la nouvelle grille communale de densité à sept niveaux définie par l'Insee en 2022.
Elle appartient à l'unité urbaine de Chambéry, une agglomération intra-départementale regroupant 35  communes, dont elle est une commune de la banlieue,,. Par ailleurs la commune fait partie de l'aire d'attraction de Chambéry, dont elle est une commune de la couronne,. Cette aire, qui regroupe 115 communes, est catégorisée dans les aires de 200 000 à moins de 700 000 habitants,.

### Occupation des sols

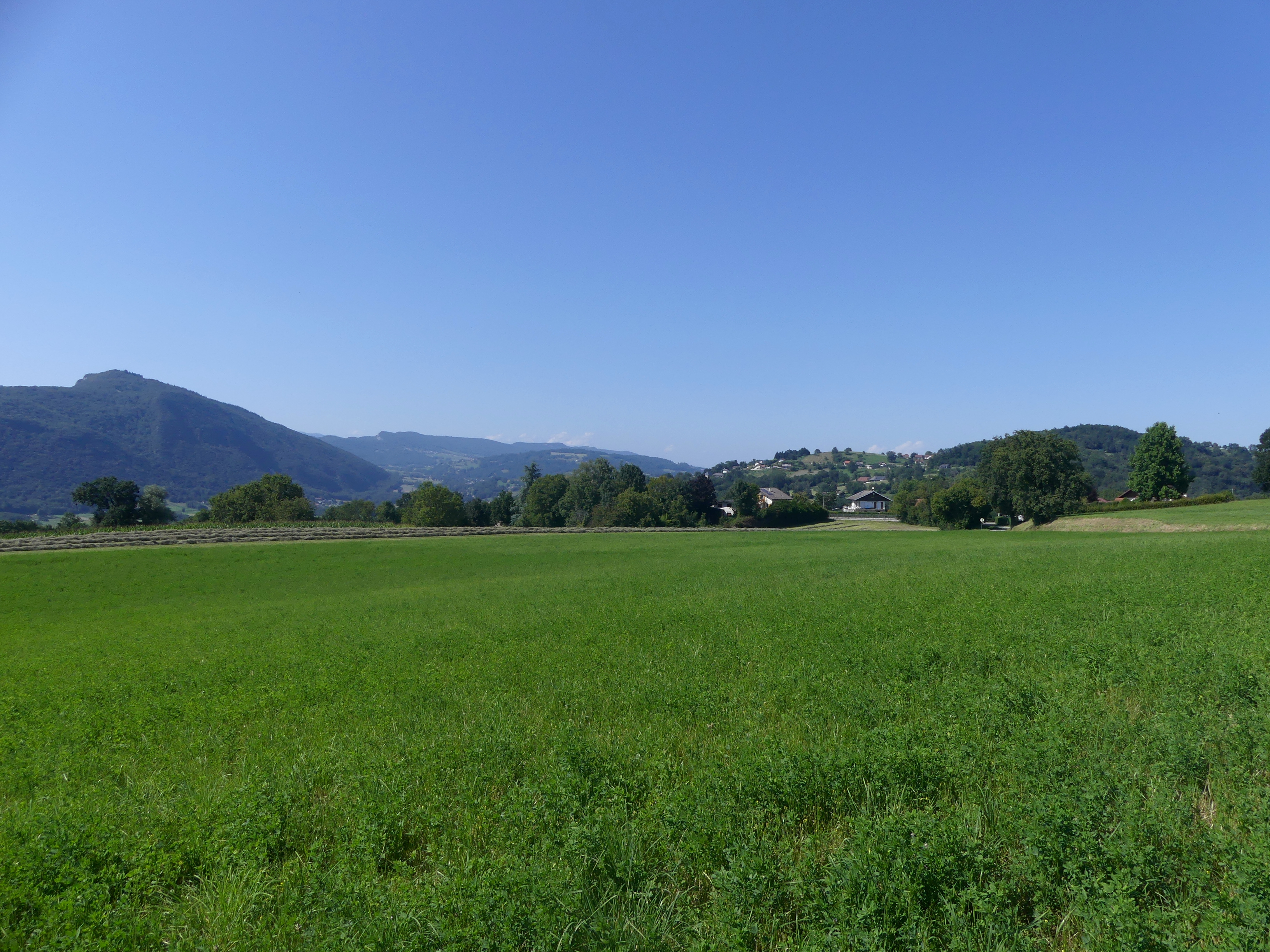
Terres agricoles sur les hauteurs.

L'occupation des sols de la commune, telle qu'elle ressort de la base de données européenne d’occupation biophysique des sols Corine Land Cover (CLC), est marquée par l'importance des territoires agricoles (52,9 % en 2018), en diminution par rapport à 1990 (55 %). La répartition détaillée en 2018 est la suivante : 
zones agricoles hétérogènes (33,1 %), zones urbanisées (19 %), forêts (18,4 %), prairies (17,4 %), zones industrielles ou commerciales et réseaux de communication (9,7 %), terres arables (2,4 %).
L'IGN met par ailleurs à disposition un outil en ligne permettant de comparer l’évolution dans le temps de l’occupation des sols de la commune (ou de territoires à des échelles différentes). Plusieurs époques sont accessibles sous forme de cartes ou photos aériennes : la carte de Cassini (XVIIIe siècle), la carte d'état-major (1820-1866) et la période actuelle (1950 à aujourd'hui).

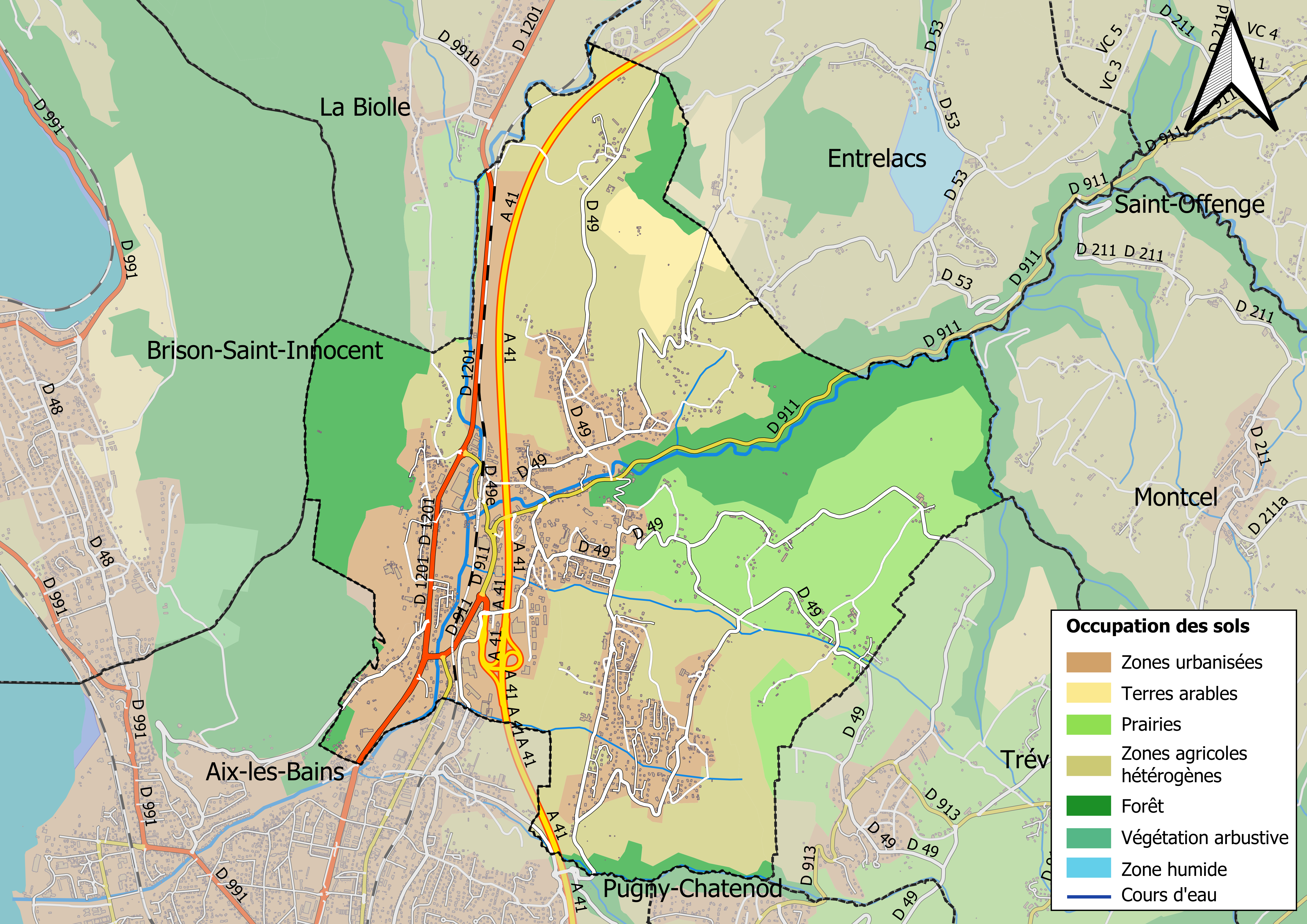
Carte des infrastructures et de l'occupation des sols en 2018 (CLC) de la commune.
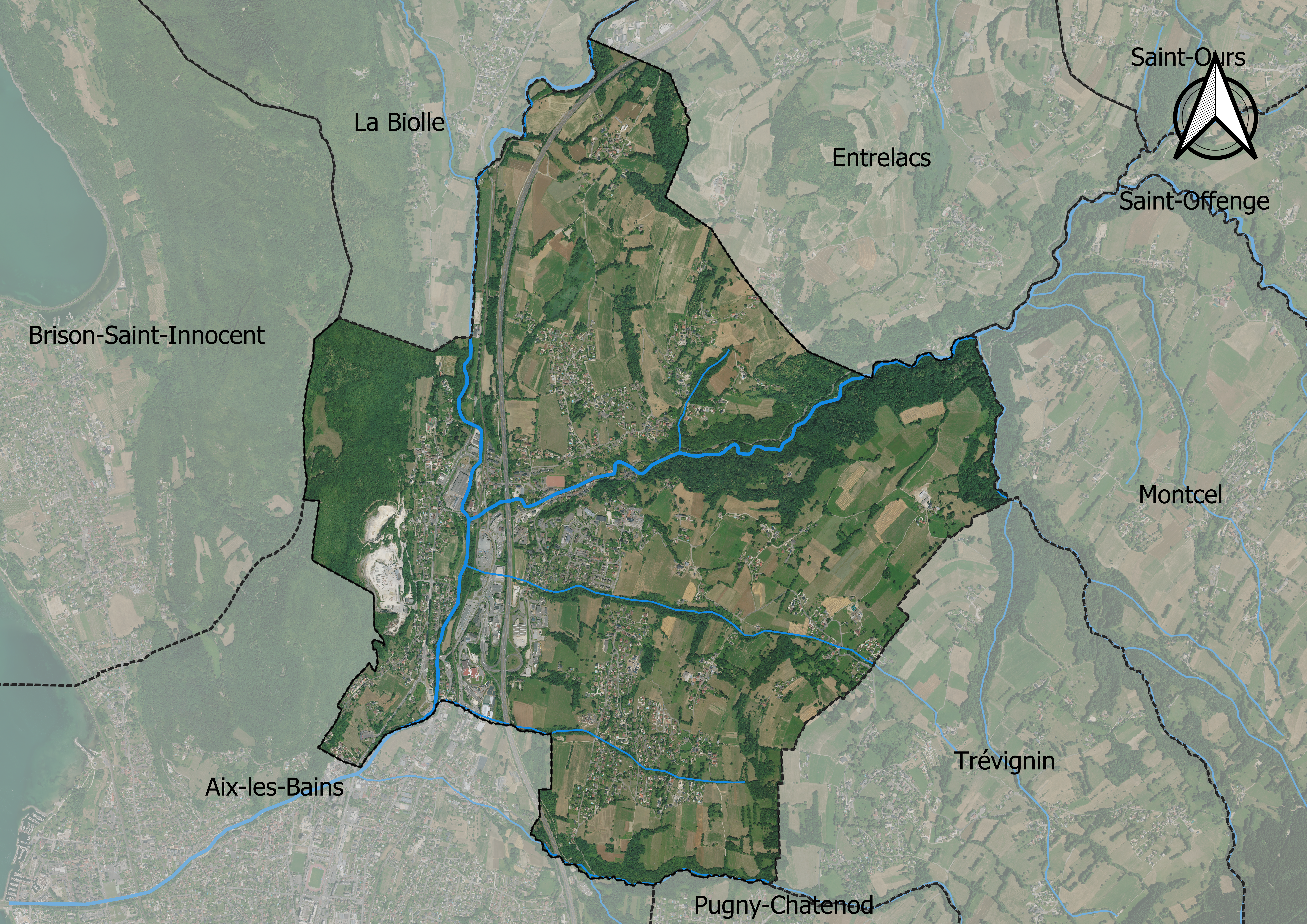
Carte orthophotogrammétrique de la commune.

### Morphologie urbaine

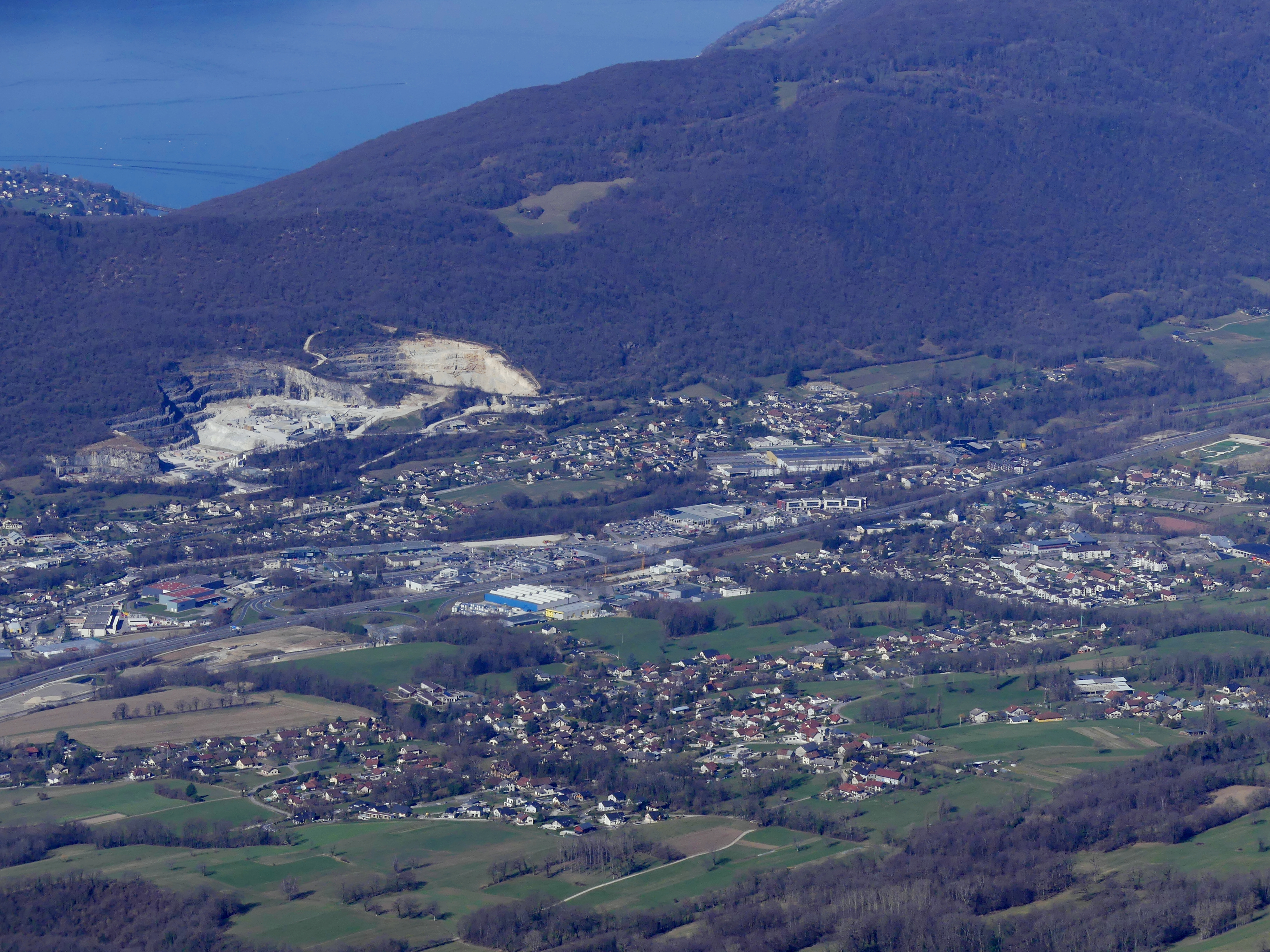
Grésy-sur-Aix depuis le Revard.

Il existe différents hameaux sur la commune, dont : Antoger, Champ Chauvet, Les Hautins, La Chevret, les Aillouds, Mentaz, Les Ganets, Les Maguets, Les Fillards, Le Gent, Le Hameau du Verger. Le centre-bourg (mairie) est situé au centre de ces hameaux. Les différents quartiers sont assez éparpillés sur l'ensemble du territoire communal.
Par ailleurs, la population sur la commune ne cesse d'augmenter depuis la fin du XXe siècle ; ce qui contribue à un changement du territoire et par conséquent, à un développement de l'urbanisation. En effet, plusieurs hameaux ou quartiers, situés pour la plupart près du bourg, ont été transformés en l'espace de quelques années. Par exemple, les quartiers Le Gent et Champ Chuvet ont introduit de nouveaux lotissements et par conséquent de nouveaux aménagements routiers pour sécuriser la zone.

### Occupation de l'espace communal

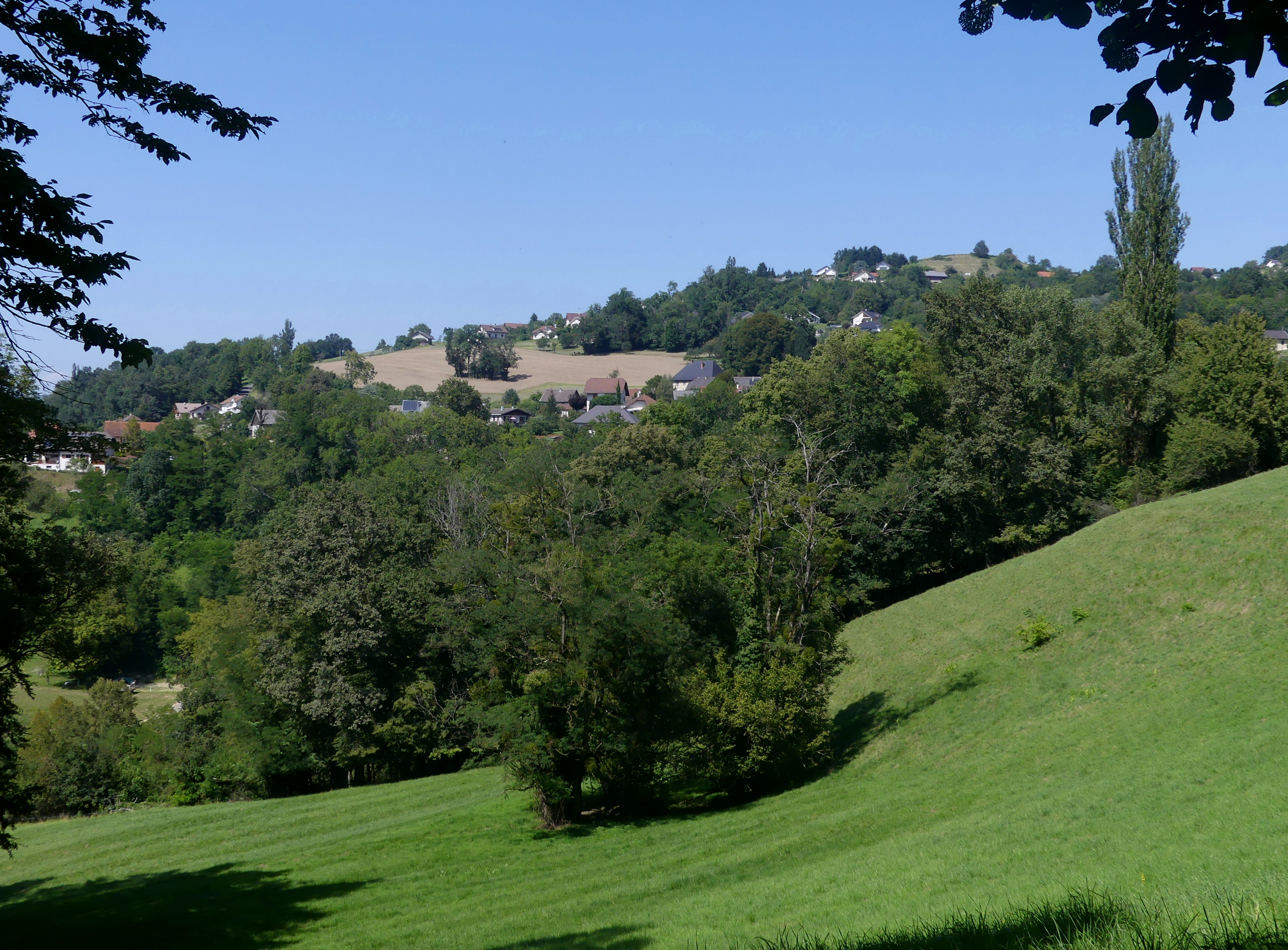
Prairies et hameaux.

Bois, forêts, pâtures, champs et bosquets sont très présents à Grésy-sur-Aix.
Ainsi, on retrouve à l'est de la commune la colline de Corsuet, forêt marquant l'extrémité-sud du massif de la Chambotte, en bordure est du lac du Bourget. De nombreux sentiers pédestres y ont été aménagés. On y trouve également des parcours sportifs et la présence de vététistes. Réparties un peu partout dans la commune, des forêts et des prairies ornent le territoire dans les différents hameaux. On retrouve également des forêts de plus en plus présentes en s’incrustant dans le massif des Bauges à l'est de la commune, notamment le long du Sierroz et de la route des Bauges (D 911).
Le tableau ci-dessous représente l'occupation de l'espace sur la commune :

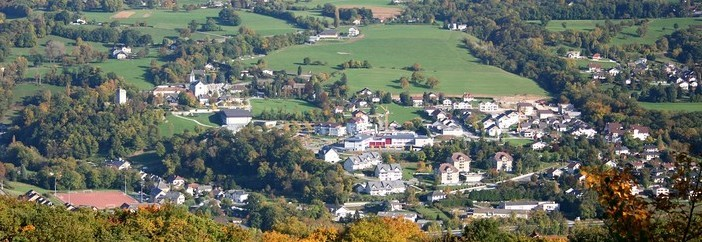
Le centre de la commune.

| Tissu urbain discontinu                                                              | 17,40 % |
| Zones industrielles et commerciales                                                  | 4,79 %  |
| Réseaux routier et ferroviaire et espaces associés                                   | 2,79 %  |
| Extraction de matériaux                                                              | 2,10 %  |
| Terres arables hors périmètres d'irrigation                                          | 3,12 %  |
| Prairies                                                                             | 17,5 %  |
| Systèmes culturaux et parcellaires complexes                                         | 14 %    |
| Surfaces essentiellement agricoles, interrompues par des espaces naturels importants | 19,8 %  |
| Forêts de feuillus                                                                   | 18,6 %  |

### Logement
Le nombre total de logements en 2011 est de 1 775. La part des résidences principales en 2009 est de 92,1 % ;  des résidences secondaires 3,1 % et des logements vacants 4,8 %. La part des ménages propriétaires de leur résidence principale en 2009 est de 70,4 %.

## Toponymie
Le nom de la ville vient de Grasiaco, nom attesté au XIe siècle, lui-même dérivé du nom propre d'origine gallo-romaine Gratius et du suffixe -acum (le lieu ou le domaine de),.
On trouve différents noms de la commune avec par exemple : Graisi en 1179, Gresieu en 1212, Greyssie en 1250, Greysiacum en 1488, Greysi en Genevois en 1555, puis Grésy-en-Genevois jusqu'en 1793. Le Régeste genevois (1866) relève les formes variées Grésier ou Graisy, [voir] Groisie, Graisier, Greisie, Greysie, Gresier, Greziet, Cresin.
En francoprovençal, le nom de la commune s'écrit Graizi (graphie de Conflans) ou Hiôtavela (ORB).

## Histoire
Pour un article plus général, voir Histoire de la Savoie.

### Protohistoire et Antiquité

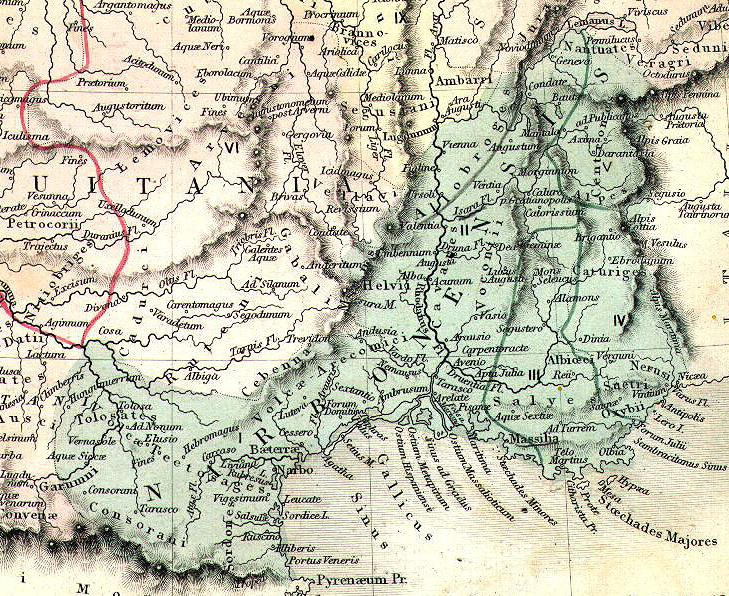
La Gaule narbonnaise.

Des dépôts datant de la charnière entre l'âge du bronze moyen et l'âge du bronze final (XIIe siècle av. J.-C.) ont été retrouvés à Grésy, comme dans une vingtaine de sites du nord-Dauphiné et de la Savoie.
À l'époque antique, la voie romaine secondaire d'Annecy à Aix-les-Bains passait par Grésy-sur-Aix en empruntant le trajet de l'actuelle D 911. Depuis Aix-les-Bains, un itinéraire permettait de gagner Seyssel où il s'embranchait sur la voie de Vienne à Genève. Grésy alors dépendait de la ville de Vienne et était donc rattachée, comme Aix-les-Bains, à la province de la Gaule narbonnaise. Le lieudit la Tour recèle des vestiges romains de grande valeur archéologique : des colonnes, des chapiteaux ayant sans doute appartenu à des villae luxueuses dont les propriétaires ont fait bâtir un mausolée familial, comme en témoignent trois épitaphes retrouvées sur un même bloc.

### Moyen Âge
Des stèles attribuées à des tombes burgondes, datées de la fin du Ve siècle mais édifiées dans un style antique romain ont été mises au jour à Grésy.
L'édit du 3 septembre 1749 rattache Grésy-en-Genevois (province du Genevois) à la province de la Savoie Propre. Le 3 janvier 1793, la commune prend le nom de Grésy-sur-Aix.
Par ailleurs, on retrouve sur la commune des carrières de sable et de graviers dès le XIe siècle.
Dès le Moyen Âge, on trouve des moulins, des scies à eau et même des battoirs sur le territoire communal. Ces activité économiques se poursuivront jusqu'au XIXe siècle sur l'ensemble de la commune.
Mais l'économie communale devient encore plus importante à partir du XIVe siècle environ. En effet, Pierre de Grésy annonce la création d'un marché annuel et d'un autre hebdomadaire la mardi. Des foires, dont celle aux bestiaux de saint-Jean vont perdurer jusqu'au milieu du XXe siècle.

### Époque contemporaine
En 1860, après la partition du duché de Savoie entre la France et l'Italie, plusieurs natifs de la Savoie décident d'opter pour la nationalité italienne, comme Alexandre Charles Octave de Loche, attaché au cabinet particulier de Victor-Emmanuel II et né à Grésy-sur-Aix en 1843[réf. nécessaire].

#### Seconde Guerre mondiale
Les communes savoyardes ont souffert lors des combats de la Première Guerre mondiale et plus particulièrement lors de la Seconde.
En effet, le 10 juin 1940, Mussolini déclare la guerre à la France. La Savoie est prise dans l'étau. Les combats débutent dans les Alpes. L'armée italienne, commandée par le prince héritier Umberto de Savoie et le général Alfredo Guzzoni, formée par 22 divisions et 321 000 hommes se lancent sur les secteurs du Petit-Saint-Bernard et du Mont-Cenis. Face à cette force, les 185 000 hommes du général René Olry réussissent à résister. Dans la vallée, les Allemands passent le Rhône à Culoz et entrent dans Aix-les-Bains et ses villes et villages alentour, Chambéry n'est pas encore tombée. La signature de l'armistice le 22 juin 1940 met fin aux combats.
Mais un second armistice est signé avec l'Italie le 24 juin qui exige l'occupation de la Haute-Tarentaise et la démilitarisation de la frontière. Cette situation va devenir explosive sur tout le département.
Quelques dates importantes :
- le 1er janvier 1943 : les Italiens occupent l'intégralité de la Savoie. Ils contrôlent la frontière franco-suisse[64] ;
- le 16 avril 1943 : fermeture complète de la frontière franco-suisse du 16 avril au 3 mai 1943[65] ;
- en septembre 1943 : une rafle des juifs par la Gestapo est présente sur Chambéry. Les troupes allemandes envahissent la Savoie[65].

#### Jusqu'à nos jours
Le 21 août 1944, Aix-les-Bains et ses alentours sont libérés. Les occupants capitulent aux alentours de 23 h 30. Un comité départemental de la Libération, réunissant les mouvements de Résistance, est instauré, et Lucien Rose devient préfet. Au lendemain de la Seconde Guerre mondiale, le territoire est bouleversé.
De nombreux changements du territoire se produisent lors des Trente Glorieuses principalement. La vie rurale est bouleversée par le développement de la vie urbaine. Tout comme ses communes limitrophes, Grésy a connu (et connaît encore) une forte augmentation de la population depuis la fin du XXe siècle. Au niveau départemental, l'exode rural est prononcé.

## Politique et administration

### Tendances politiques et résultats
Le vote à Grésy-sur-Aix favorise le plus souvent la droite. Cette tendance semble confirmée par la plupart des consultations électorales récentes, locales et nationales.
Au second tour de l'élection présidentielle de 2012, Nicolas Sarkozy a recueilli 51,61 % des suffrages exprimés, François Hollande 44,39 %, le taux d'abstention était de 14,69 %.
Aux élections législatives de 2012, neuf candidats se sont présentés au premier tour. Au second tour, Dominique Dord (UMP), député-maire d'Aix-les-Bains a recueilli 58,15 % des suffrages exprimés et Alain Caraco (EELV) 41,85 %, le taux d'abstention était de 48,77 %.
Aux élections municipales de 2014 où la commune comptait 3 122 inscrits, une seule liste (LDVD) était présente. Conduite par Robert Clerc, l'unique liste a donc recueilli 100,00 % des suffrages exprimés. Les 27 membres du conseil municipal ont été élus dès le premier tour ; le taux d'abstention était de 48,27 %.
Aux élections européennes de 2014, la liste « Front National » est arrivée en tête avec 27,63 % des suffrages exprimés, suivie de la liste UMP « Pour la France, agir en Europe avec Renaud Muselier » avec 20,64 %, puis la liste Union de la Gauche « Choisir notre Europe » avec 10,84 %, la liste Union du Centre « UDI Modem Les Européens, liste soutenue par François Bayrou et Jean-Louis Borloo » avec 9,72 et la liste « Europe Écologie Les Verts» avec 9,40 %. Le taux d'abstention fut élevé : 58,59 %.

### Liste des maires
| Période                                  | Période                    | Identité        | Étiquette | Qualité |
| ---------------------------------------- | -------------------------- | --------------- | --------- | --- |
| 1983                                     | 1993 (décès)               | Pierre Picollet |           | |
| mars 1993                                | mai 2020                   | Robert Clerc    | DVD       | Ingénieur Conseiller général du canton d'Aix-les-Bains-Nord-Grésy (1998 → 2015) Vice-président du conseil général de la Savoie (2008 → 2015) 4e vice-président de la CA du Lac du Bourget (2017 → 2020) |
| mai 2020                                 | En cours (au 12 juin 2020) | Florian Maitre  | DVD       | Directeur de cabinet du président de l'agglomération Grand Chambéry 3e vice-président de la CA du Lac du Bourget (2020 → ) Conseiller départemental depuis 2021                                         |
| Les données manquantes sont à compléter. |                            |                 |           | |

### Instances juridiques et administratives
Grésy est l’une des seize communes du canton d'Aix-les-Bains-1, canton qui fait partie de la première circonscription de Savoie et de l'arrondissement chambérien. D'autre part, elle fait également partie de la juridiction d'instance de Chambéry.
La commune relève du conseil de prud'hommes d'Aix-les-Bains, de la Cour administrative d'appel de Lyon, de la Cour d'appel de Chambéry, de la Cour d'assises de la Savoie, du tribunal administratif de Grenoble, du tribunal d'instance de Chambéry, du tribunal de commerce de Chambéry, du tribunal de grande instance de Chambéry, du tribunal paritaire des baux ruraux de Chambéry et du tribunal pour enfants de Chambéry.

### Intercommunalités
Grésy-sur-Aix appartient à la communauté d'agglomération du Lac du Bourget qui regroupe 18 communes réparties autour du lac du Bourget.
Elle fait en outre partie de deux syndicats intercommunaux à vocation unique (SIVU) :
- Au syndicat départemental de l'énergie de la Savoie (SIVU). Ce syndicat se base sur la société de distribution du réseau d'électricité national, ERDF. En contrepartie de l'utilisation du réseau de distribution public d'électricité, ERDF verse des redevances au syndicat en lieu et place des communes qui lui ont délégué l'autorité concédante. Les redevances permettent le fonctionnement du syndicat, le contrôle du concessionnaire et assurent aux communes adhérentes une participation financière pour l'amélioration esthétique des réseaux de distribution sur le territoire de leur commune. Par ailleurs, aucune cotisation n'est demandée aux communes qui adhèrent[78].
- Au syndicat intercommunal social des cantons d'Aix Nord et Sud (SISCA). Ce service assure une aide à la personne. Il apporte soutien aux personnes âgées ou handicapées sur toutes les communes des cantons d’Aix-les-Bains-Nord et Sud. Il les assiste dans les principaux actes de la vie quotidienne. De plus, il apporte un soutien psychologique et un lien avec l’environnement extérieur[79].

### Jumelages
À la date du 25 juillet 2014, l’Atlas français de la coopération décentralisée et des autres actions extérieures n'indique aucun projet de jumelage ou de coopération décentralisée, ni pacte d’amitié à l'international pour la commune de Grésy-sur-Aix. Elle n'est donc jumelée avec aucune autre commune.

### Politique environnementale

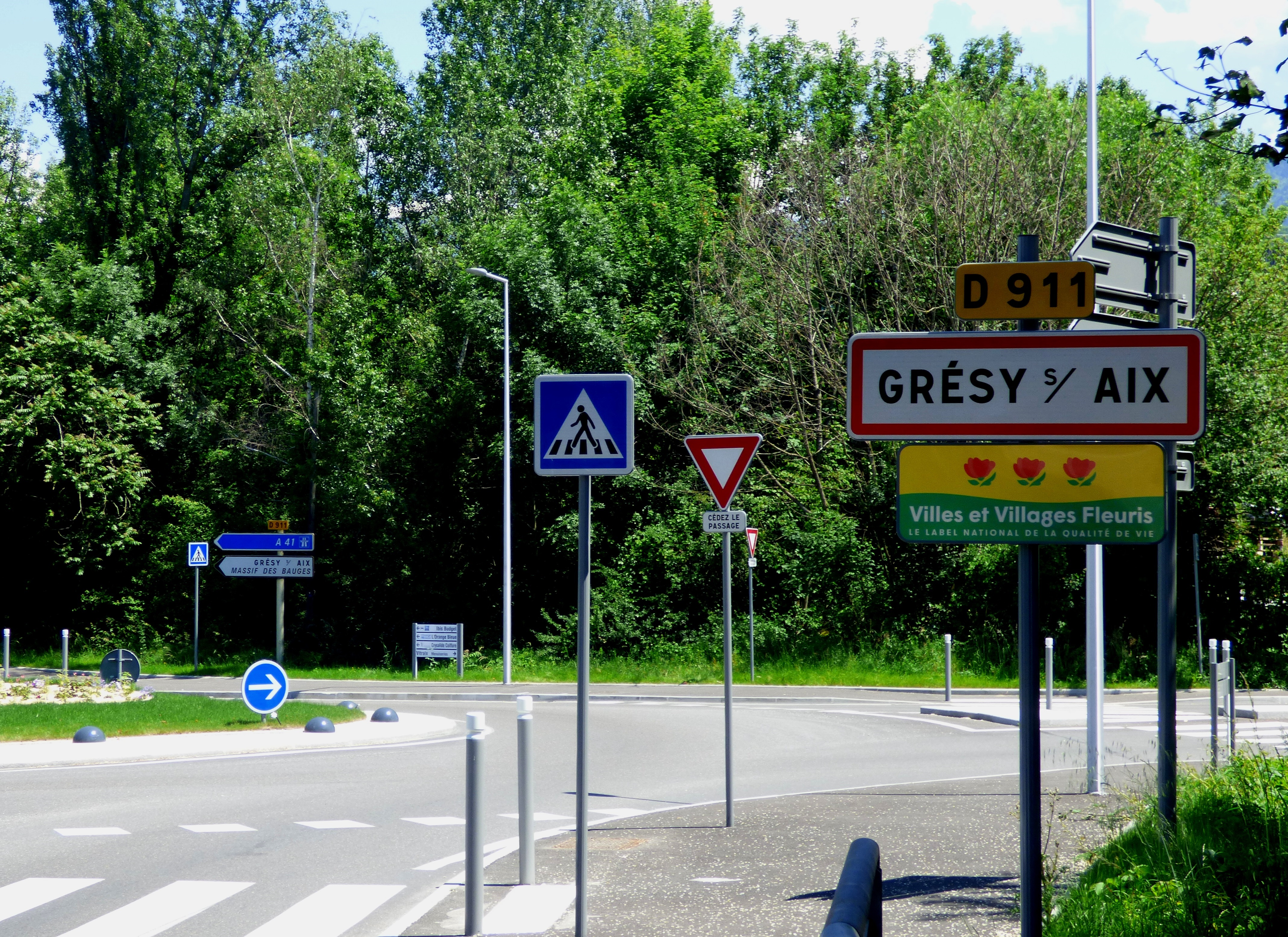
Panneau d'entrée sur la commune en 2019.

En 2018, la commune de Grésy-sur-Aix bénéficie du label ville fleurie avec 3 fleurs attribuées par le Conseil national des villes et villages fleuris de France au concours des villes et villages fleuris. La commune a précisé « être en adéquation avec de nombreux principes de développement durable. Cela a notamment amené l’équipe des espaces verts à repenser sa manière de travailler et cela a maintenant un impact sur chacun d’entre nous. ».

## Population et société

### Démographie
Les habitants de la commune sont appelés les Grésyliens.
L'évolution du nombre d'habitants est connue à travers les recensements de la population effectués dans la commune depuis 1793. Pour les communes de moins de 10 000 habitants, une enquête de recensement portant sur toute la population est réalisée tous les cinq ans, les populations de référence des années intermédiaires étant quant à elles estimées par interpolation ou extrapolation. Pour la commune, le premier recensement exhaustif entrant dans le cadre du nouveau dispositif a été réalisé en 2004.

En 2022, la commune comptait 4 633 habitants, en évolution de +2,5 % par rapport à 2016 (Savoie : +3,63 %, France hors Mayotte : +2,11 %).
| 1793 | 1800 | 1806  | 1822  | 1838  | 1848  | 1858  | 1861  | 1866  |
| ---- | ---- | ----- | ----- | ----- | ----- | ----- | ----- | ----- |
| 895  | 987  | 1 085 | 1 112 | 1 441 | 1 575 | 1 450 | 1 428 | 1 345 |

| 1872  | 1876  | 1881  | 1886  | 1891  | 1896  | 1901  | 1906  | 1911  |
| ----- | ----- | ----- | ----- | ----- | ----- | ----- | ----- | ----- |
| 1 401 | 1 395 | 1 347 | 1 435 | 1 376 | 1 419 | 1 323 | 1 330 | 1 225 |

| 1921  | 1926  | 1931  | 1936  | 1946  | 1954  | 1962  | 1968  | 1975  |
| ----- | ----- | ----- | ----- | ----- | ----- | ----- | ----- | ----- |
| 1 065 | 1 102 | 1 065 | 1 078 | 1 081 | 1 288 | 1 324 | 1 328 | 1 517 |

| 1982  | 1990  | 1999  | 2004  | 2006  | 2009  | 2014  | 2019  | 2022  |
| ----- | ----- | ----- | ----- | ----- | ----- | ----- | ----- | ----- |
| 1 934 | 2 374 | 2 828 | 3 280 | 3 590 | 3 737 | 4 416 | 4 595 | 4 633 |

D'après l'histogramme ci-dessus décrivant le nombre d'habitants recensé par rapport au nombre d'années, on peut remarquer que le niveau démographique est resté à peu près stable jusqu'à la fin des années 1970. Puis dès la fin du XXe siècle, la population a particulièrement augmentée et même presque triplée passant d'environ 1 500 habitants vers les années 1980 à près de 4 200 en ce début du XXIe siècle.

### Enseignement
Au niveau de l'enseignement, on retrouve différents établissements publics, la commune comptant même un collège intercommunal.
La commune dispose tout d'abord de l'école maternelle de Grésy située au centre de la ville. Elle permet d'accueillir, au 3 septembre 2014, un effectif de 175 élèves avec une moyenne de 29 élèves par classe. Par ailleurs, la ville met à disposition six agents territoriaux spécialisés dans l'aide dans les écoles maternelles, sur un temps académique défini.
On retrouve également l'école élémentaire, inaugurée en 1995 avec la bibliothèque municipale. À la dernière rentrée des classes en 2014, l’école comptait dix classes pour 271 élèves avec une moyenne de 27 élèves par classe.
Le collège « le Revard », inauguré en 2006 est également construit près du centre-ville. Celui-ci est capable d’accueillir plus de 500 élèves ; en 2014, il en recense 558.
Le lycée d'enseignement général et professionnel le plus proche est celui de Marlioz, situé au sud de la ville d'Aix-les-Bains, à une distance d'environ 8 km depuis le centre de Grésy-sur-Aix. Des BTS et des formations professionnelles préparées y sont enseignées.
En outre, la commune fait partie de la zone A du calendrier scolaire et relève de l'académie de Grenoble, comme l'ensemble du département.

### Santé et services de secours
La commune correspond au « Bassin 73182 : Grésy-sur-Aix », soit une seule commune. La desserte médicale est estimée en septembre 2013 à un médecin généraliste pour 1 134 habitants.
La commune compte plusieurs médecins généralistes, un cabinet dentaire, un cardiologue, un éthiopate, deux cabinets d'infirmières, un cabinet de kinésithérapeutes, un laboratoire d'analyses, un orthophoniste, un psychothérapeute, un sophrologue et un psychologue.
L'hôpital le plus proche est le centre hospitalier Métropole Savoie d'Aix-les-Bains. L'hôpital d'Aix-les-Bains a par ailleurs fusionné avec celui de Chambéry en 2015 pour devenir le plus grand centre hospitalier du département et de ses alentours. Il est situé à environ quatre kilomètres de la commune. Depuis 2014, il est désormais équipé d'un scanner et d'un appareil de radioscopie spécialisé en coronarographie. Le centre hospitalier de Chambéry, situé à une vingtaine de kilomètres au sud de Grésy, est souvent sollicité pour des cas nécessitant des soins importants.
La caserne des sapeurs-pompiers la plus proche est implantée au sud-ouest de la commune, en bordure avec le territoire d'Aix-les-Bains. Celle-ci dessert l'ensemble des communes de l'agglomération.

### Cultes
Le territoire de la commune dépend de la paroisse catholique de « Saint François de Sales en Albanais » au sein de l'archidiocèse de Chambéry, Maurienne et Tarentaise. La paroisse regroupe huit communautés locales : Grésy-sur-Aix, Montcel, Saint-Offenge-Dessous, Saint-Offenge-Dessus, Saint-Ours, Chainaz-les-Frasses, Cusy et Héry-sur-Alby.
L'église communale est située près de la mairie, au centre de la commune. La maison paroissiale et le centre de documentation se situent également sur le territoire de la commune.

### Manifestations et festivités
On retrouve différentes manifestations sur le territoire communal, principalement organisées par le comité des fêtes de la commune. Les deux principales étant la course pédestre, La Grésylienne, organisée en septembre depuis 1982 et qui compte plusieurs départs dont le plus long étant de 20,9 km, et la seconde, quant à elle, étant le festival culturel des Nuits celtiques grésyliennes représentant la musique celtique.

### Vie locale et sécurité

#### Services
Sur le territoire de la commune, on retrouve la halte-garderie Frimousse ainsi qu'un relais d'assistantes maternelles communal ; cette dernière permettant de confier l’accueil des enfants pendant les temps périscolaires à l’association cantonale de l'enfance et de la jeunesse.
Des aménagements spécifiques ont été mis en place par la commune, notamment au niveau du service de l'aide à la personne. Un centre communal d'action sociale (CCAS) est installé sur Grésy. Il compte 13 membres à son actif sur la ville et permet d'aider une personne en situation de précarité voire de difficulté financière ou morale. Un service d'aide à domicile pour personnes âgées et handicapées est également instauré ; il s'agit d'une collectivité de la fonction publique territoriale, créée à l’initiative de douze communes, se nommant la SISCA.

#### Sécurité
La commune possède une police municipale chargée de faire respecter des mesures principales telles le maintien de l’ordre, de la sécurité, de la tranquillité et de la salubrité. La municipalité a également décidé en 2012 d’équiper la commune d’un système de vidéo protection qui compte douze caméras enregistreuses.

### Médias
Sur le territoire de Grésy, on retrouve des stations de radio nationales telles virage radio ou RFM. De plus, la commune est couverte par de nombreuses antennes locales dont France Bleu Pays de Savoie et RCF radio Savoie entre autres. La presse régionale est quant à elle présente avec le quotidien Le Dauphiné libéré.

### Vie associative
La commune compte 40 associations sur son territoire dispersées dans différents domaines tels le domaine culturel, social, sportif, des loisirs et du caritatif.
Finalement, 40 % d'entre elles sont des associations sportives. En effet, 16 associations liées au sport sont recensées sur la ville. Les domaines sportifs de ces associations sont variés : judo, tennis de table ou escalade sont par exemple présents.

### Équipements culturels et sportifs
La commune dispose de la salle Roc et vertige (escalade) et de la salle omnisports, gymnase inauguré en 2006,. Un magasin de vente de vêtements et d'équipements sportifs de rang national est également implanté sur Grésy.
Grésy dispose aussi de deux salles des fêtes. On retrouve ainsi une grande salle pouvant accueillir jusqu’à 350 personnes et une autre plus petite pouvant accueillir de jusqu'à 80 personnes. Cependant, ces salles sont mises à disposition des associations, sociétés et particuliers de la commune uniquement.

## Économie

### Revenus de la population et fiscalité
Le revenu net déclaré moyen par foyer fiscal en 2011 est de 28 782 euros. En 2011, 69,21 % des foyers fiscaux sont imposables.

### Emploi
Le taux d'activité des 15 à 64 ans en 2009 est de 76,9 %. Les inactifs représentent, par conséquent, 23,1 % de la population. Les chômeurs ne représentent que 4,6 %. Le taux de chômage est donc particulièrement faible sur la commune : 6 %.

### Établissements
| Établissements                                                                 | Grésy |
| Nombre d'établissements actifs au 31 décembre 2011                             | 406   |
| Part de l'agriculture, en %                                                    | 7,6   |
| Part de l'industrie, en %                                                      | 12,3  |
| Part de la construction, en %                                                  | 15,5  |
| Part du commerce, transports et services divers, en %                          | 47,0  |
| dont commerce et réparation automobile, en %                                   | 18,0  |
| Part de l'administration publique, enseignement, santé et action sociale, en % | 17,5  |
| Part des établissements de 1 à 9 salariés, en %                                | 26,6  |
| Part des établissements de 10 salariés ou plus, en %                           | 8,9   |

### Carrières de Grésy

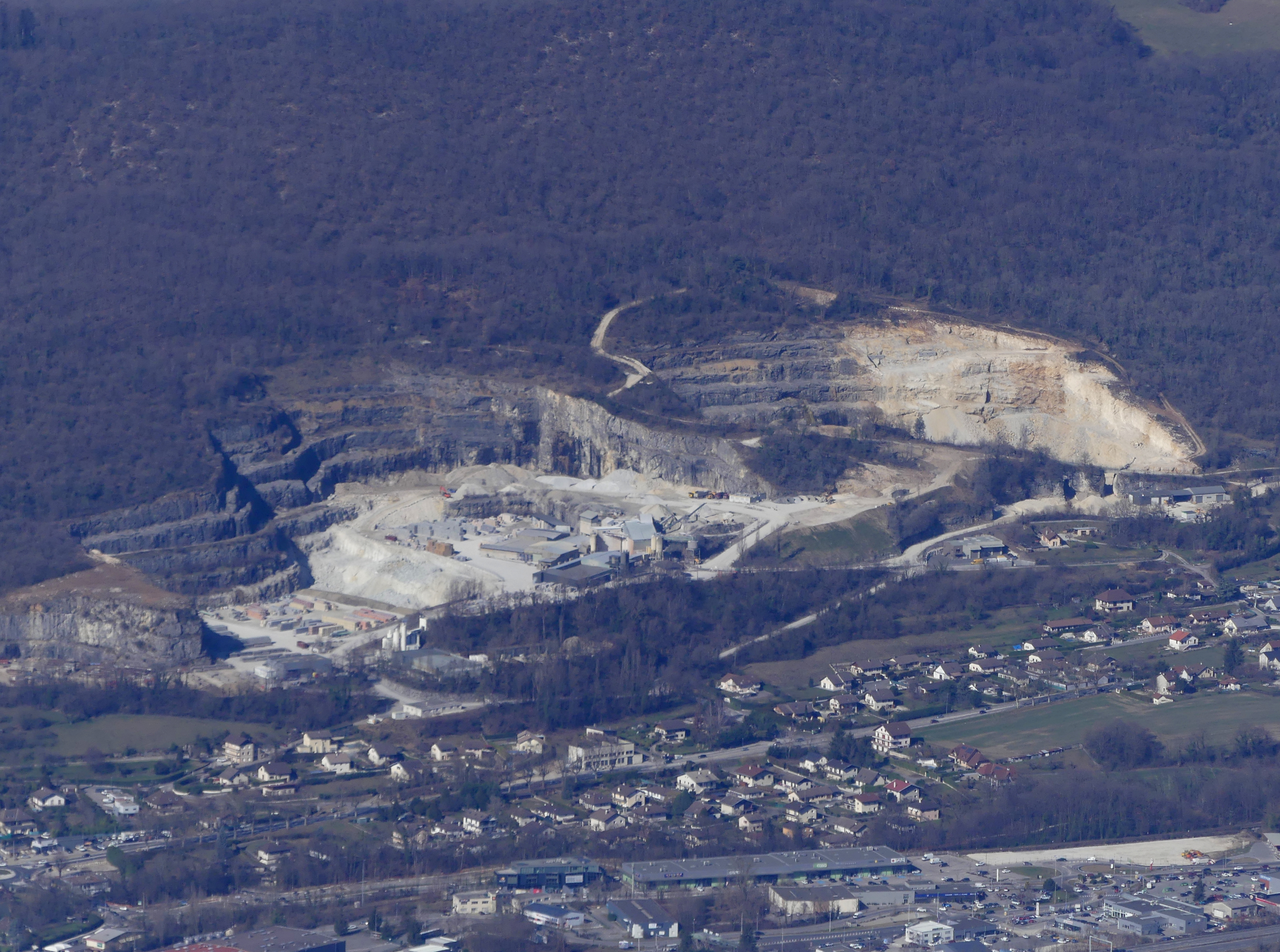
Les carrières de Grésy.

Depuis 1927, la SECA (Société d'Exploitation des Carrières de Grésy-sur-Aix) est installée sur le versant est de la colline de Corsuet. L'entreprise est spécialisée dans la production de granulats concassés, le négoce de granulats roulés et lavés, le sable, les pierres à maçonner, les pierres de parement.
Le centre dessert aussi bien les entreprises du BTP que les particuliers sur l'ensemble du département.
| S.E.C.A.           | 30/09/2013 (en euros) | Évolution sur 12 mois |
| ------------------ | --------------------- | --------------------- |
| Chiffre d'affaires | 2 974 100             | 10,02 %               |
| 'EBE               | 415 500               | 54,35 %               |
| Résultat net       | 199 800               | 51,94 %               |

## Culture locale et patrimoine

### Lieux et monuments

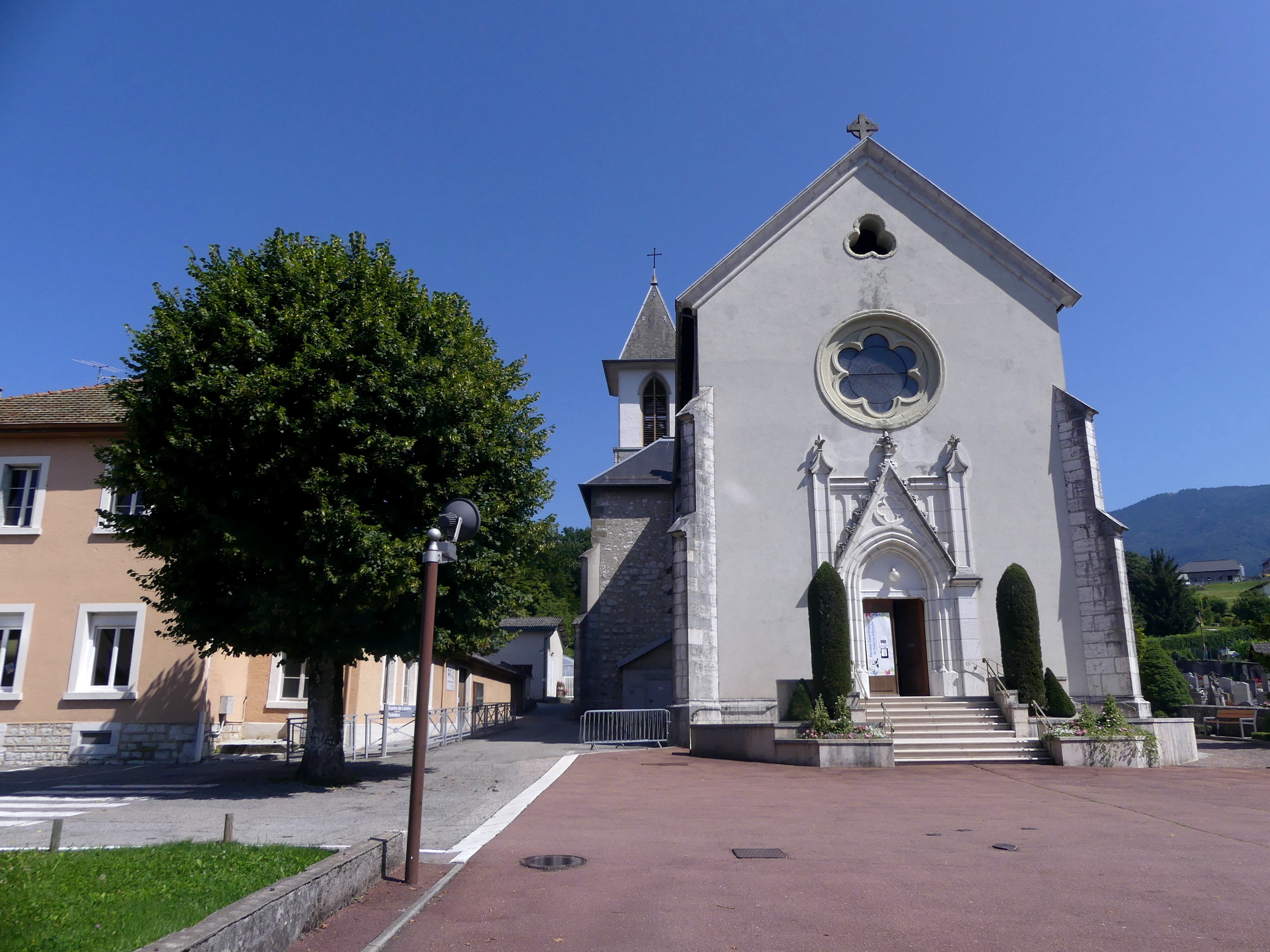
Église Saint-Jean-Baptiste.

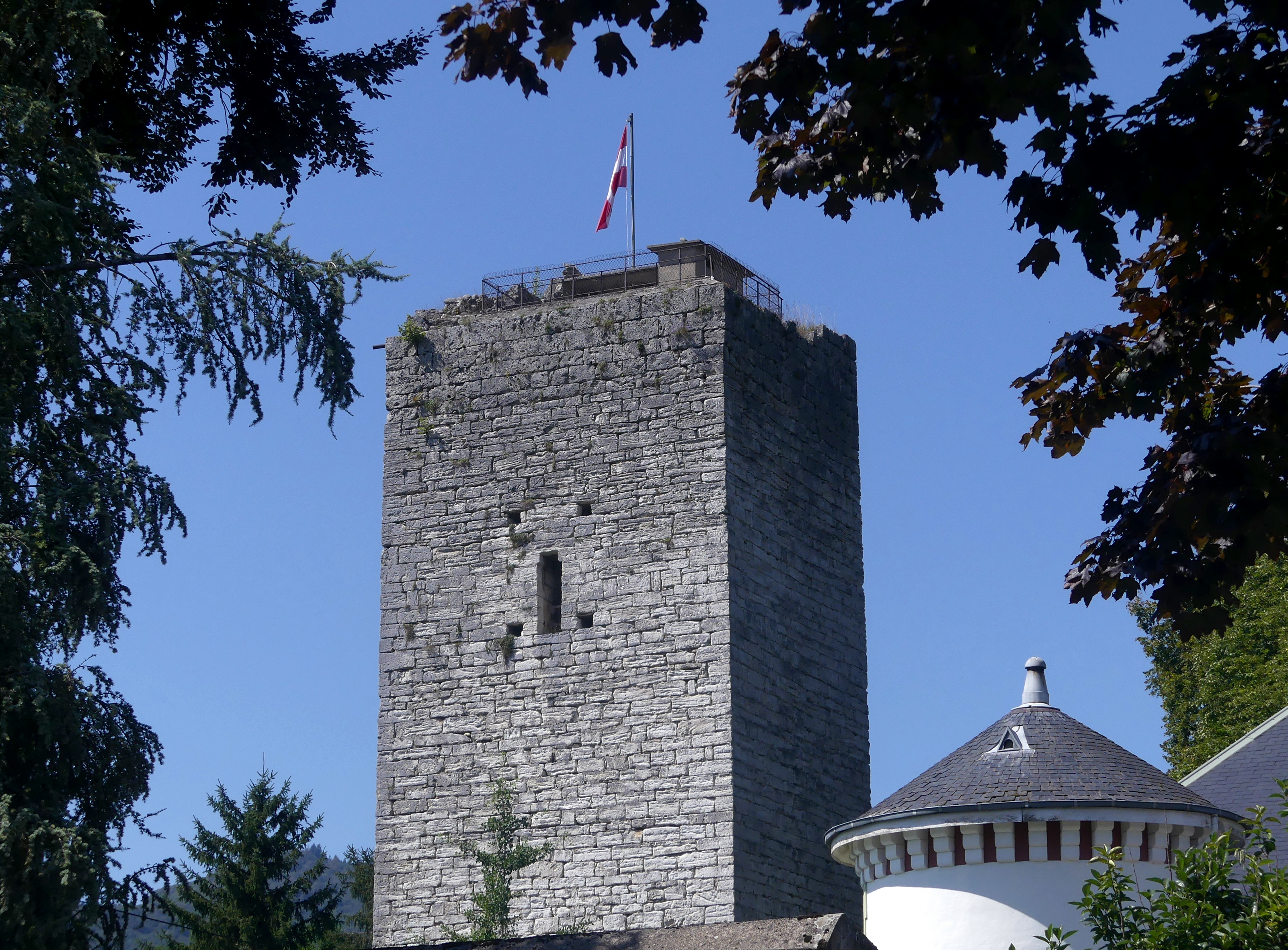
Tour de l'ancien château de Grésy.

Les différents monuments que l'on peut retrouver sur le territoire de la commune sont :
- Vestiges du château de Grésy : tour du XIIe siècle, sur un ancien oppidum ;
- Château de Loche (XVe siècle, sur des bases plus anciennes ? ; privé). Centre de la seigneurie de Loche érigée en comté en 1683. La famille De Loche porte toujours le titre ;
- Château du Fontany ou Fontanil ; il fut le centre de la seigneurie de Fontany. Il a conservé des fenêtres à meneaux de la fin du XVe et début XVIe ;
- Château de Mouxy (XVe siècle-XVIIIe siècle) ;
- Château de Vara ;
- Maison Pillet (XVe siècle), restaurée en 1725 ;
- Église placée sous le patronage de saint Jean-Baptiste. Le nouvel édifice, de style néogothique, est construit selon les plans de l'architecte Dénarié et l'Ingénieur au corps royal du génie civil Justin, entre 1855 et 1856. Elle est consacrée en 1861.

Parmi les nombreux lieux-dits:
- La montée de la Guicharde qui menait à un lieu-dit disparu appelé « La Commanderie »[117]. On y trouvait deux maisons rustiques qui étaient la propriété des Hospitaliers de l'ordre de Saint-Jean de Jérusalem (commanderie de Chambéry)[118].

### Patrimoine naturel
La commune de Grésy fait partie de cinq Zones Naturelles d'Intérêt Ecologique, Faunistique et Floristique de la région Auvergne-Rhône-Alpes avec :
- Le chaînon de la montagne des Princes, du gros Foug et de la montagne de Cessens (7 691,35 hectares)[119] :

Un long chaînon dissymétrique qui dépasse quelque peu les 1 000 m d'altitude, est géologiquement rattaché au massif jurassien. On retrouve en effet les strates de calcaires urgonien. Le chaînon domine à l'ouest la vallée du haut-Rhône et le lac du Bourget. Il disparaît ensuite au nord sous la couverture molassique et se termine au sud au-dessus du bassin aixois. L'ensemble présente un grand intérêt paysager.
- Les colonies méridionales des versants de la Chambotte et de la Montagne de Cesseins (882,13 hectares)[119] :

L'emplacement exceptionnellement clément et chaud de la colline de la Chambotte a permis l'installation d'espèces animalières et plus particulièrement végétales, tout à fait originales pour le département de la Savoie. Du fait de sa richesse, citer toutes les espèces remarquables présentes sur la colline serait bien trop long.
- Les gorges du Sierroz (245,11 hectares)[119] :

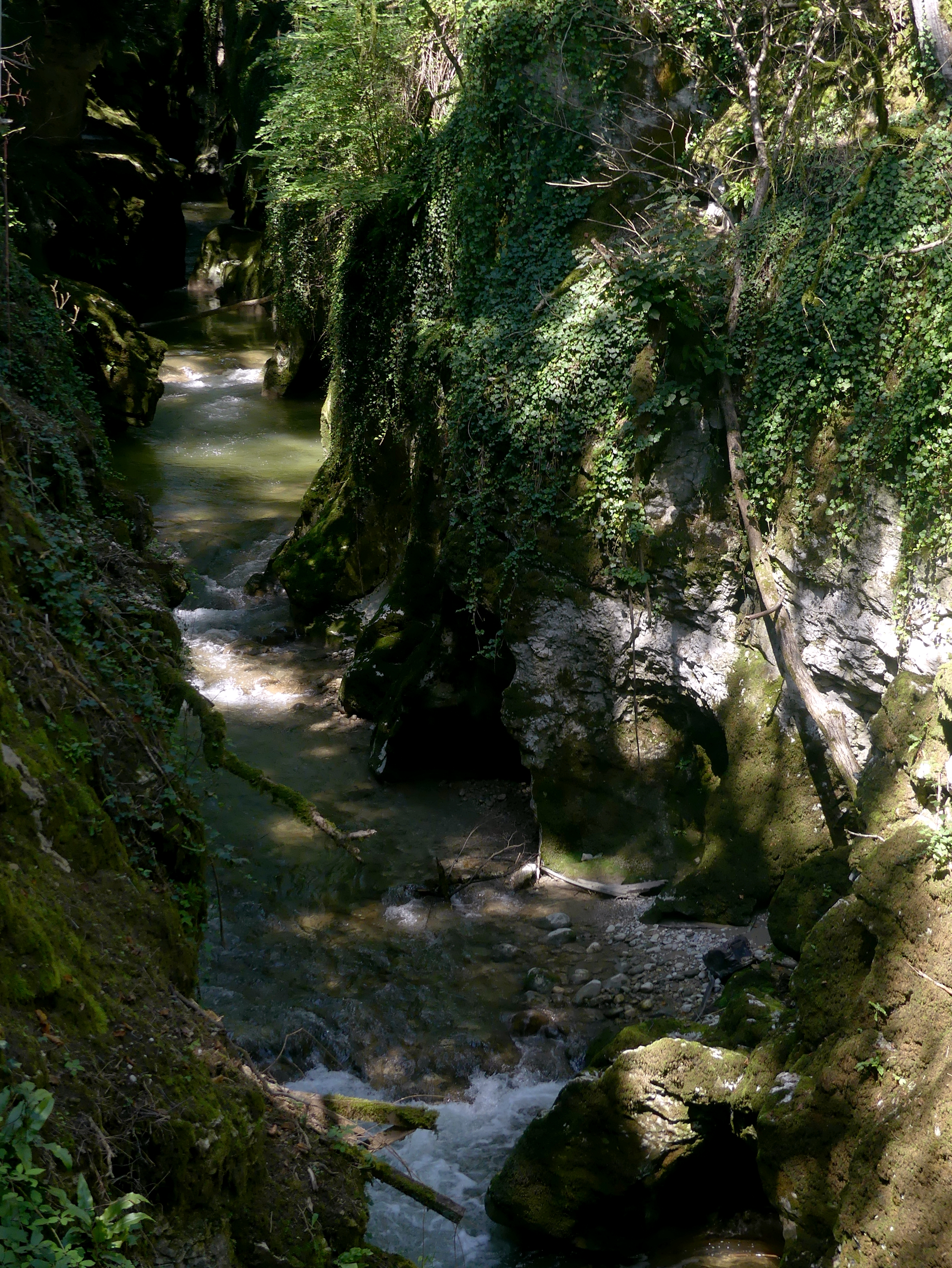
Les gorges du Sierroz.

Aujourd'hui, les gorges du Sierroz sont une ZNIEFF de type I numéro 820031465 référencée depuis 2007 sur les cinq communes de Épersy, Grésy-sur-Aix, Montcel, Saint-Offenge-Dessous et Trévignin.
L'intérêt biologique des gorges du Sierroz réside notamment dans la présence de l'unique localité savoyarde connue d'une plante : la consoude tubéreuse. Parmi les autres plantes remarquables, il convient également de citer l'œillet superbe, la laîche poilue, ou le saule faux-daphné. De plus, la fraîcheur des lieux alliée à leur encaissement permet le développement à basse altitude d'espèces plutôt montagnardes comme le chérophylle hérissé ou le hêtre, le sapin pectiné et d'autres, à seulement 350 m d'altitude (on parle de station « abyssale »).
- Le marais de Chevilly (16,08 hectares)[119] :

Cette zone humide, par ailleurs une des dernières de l'Albanais, abrite encore quelques espèces végétales telles que la Fougère des marais et l'Orchis.
- Les zones humides du sud de l'Albanais (8 410,82 hectares)[119] :

Le territoire de l'Albanais s'inscrit dans la zone molassique qui ceinture à l'ouest les massifs subalpins, depuis la basse vallée du Rhône, jusqu'à la Suisse (puis même jusqu'à Vienne en Autriche). Cette région constituait jadis le grenier à blé du département. Il conserve des types d'habitats naturels remarquables : Laîche des bourbiers, Dactylorhize de Traunsteiner, orchidées diverses, Renoncules et même Samole de Valerand. Au niveau faunistique, on retrouve des ardéidés, fauvettes paludicoles, le courlis cendré, des libellules, des batraciens (Rainette verte par exemple), etc.

Quelques spécimens de la flore et de la faune de Grésy-sur-Aix.
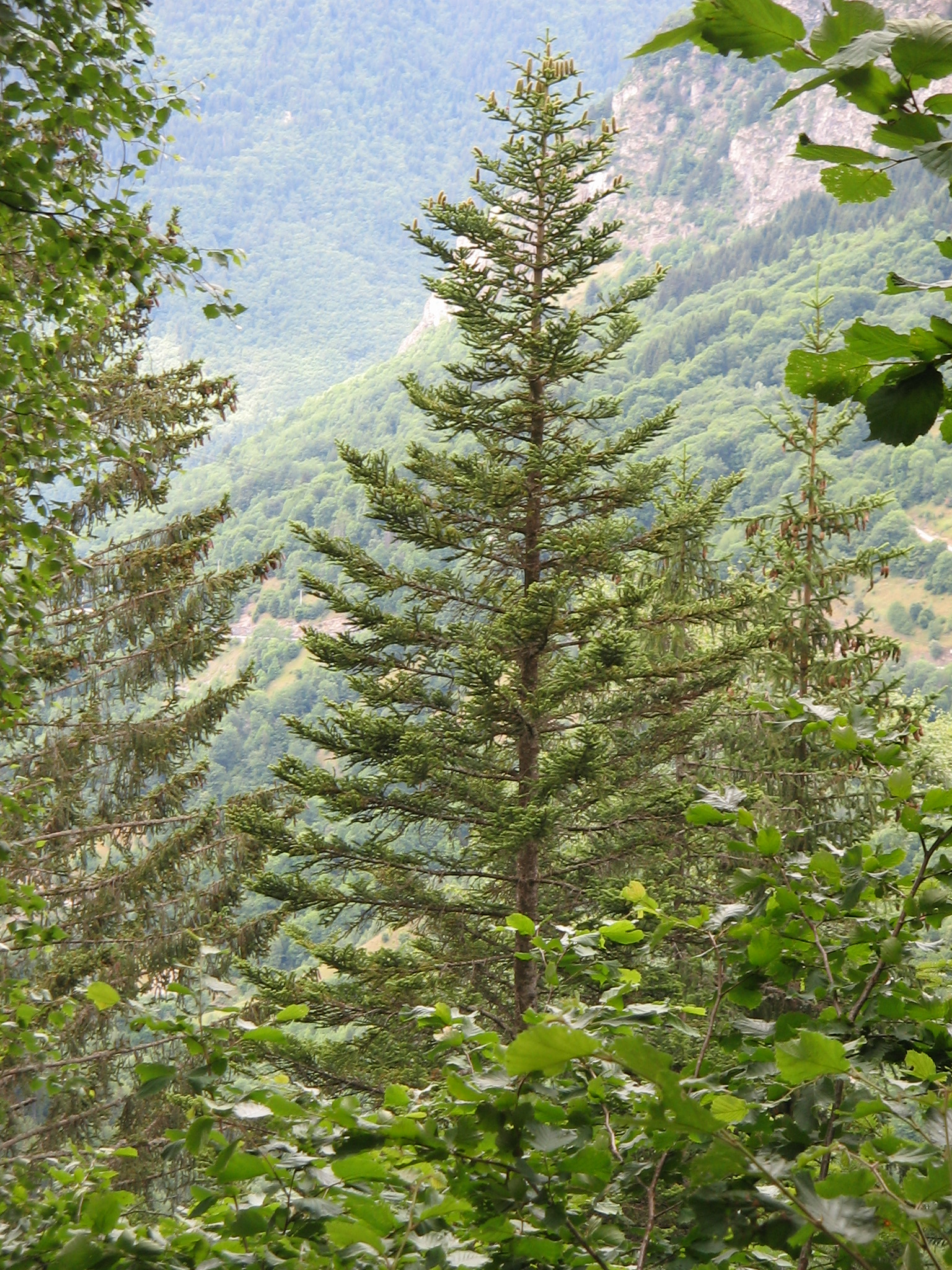
Sapin pectiné.
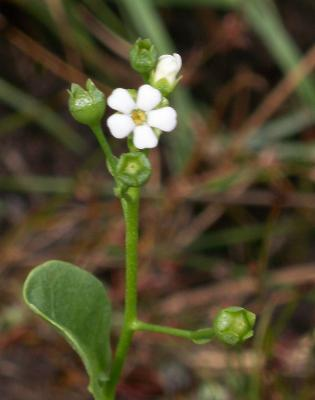
Samole de Valérand.
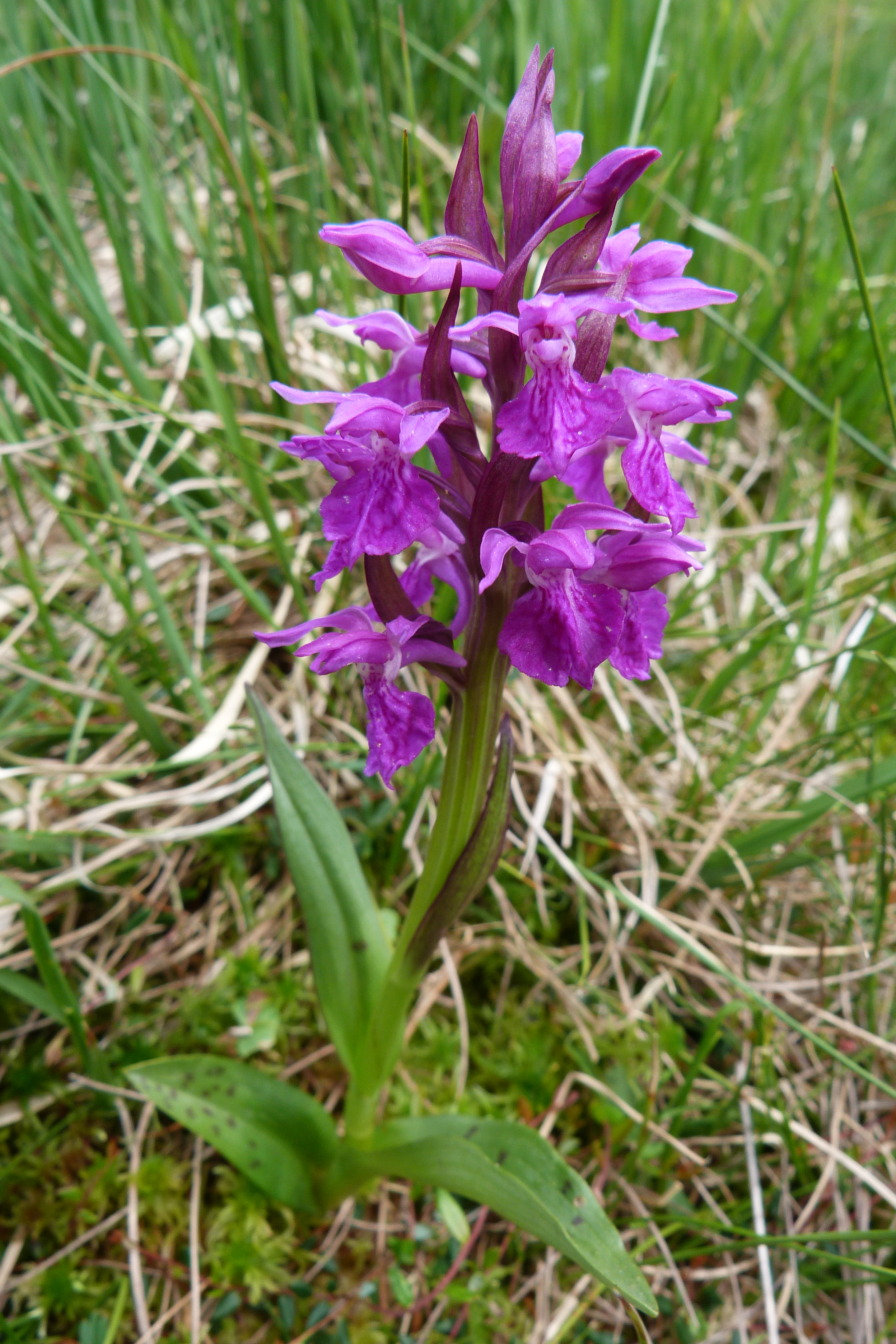
Orchis de Traunsteiner
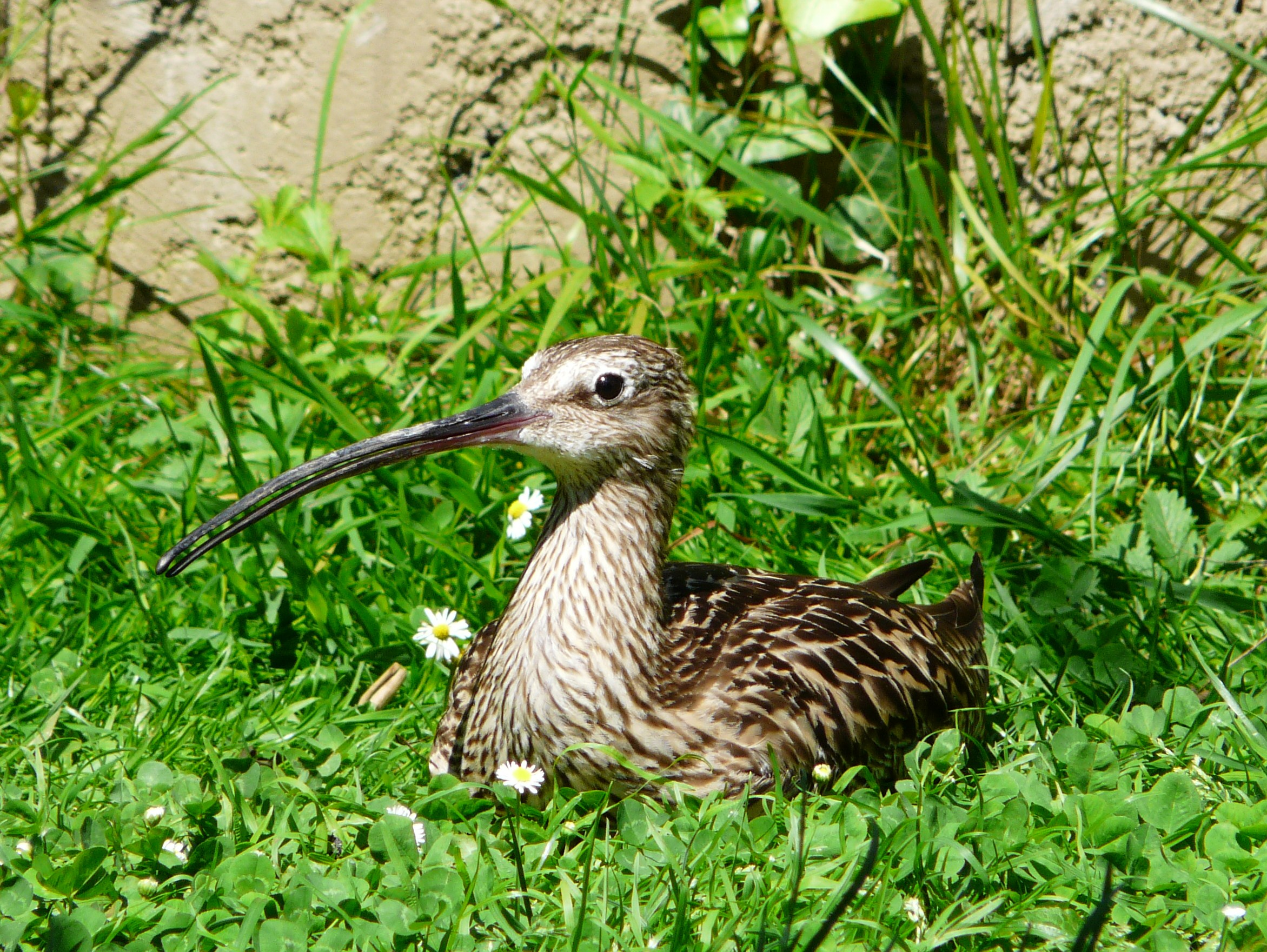
Courlis cendré.
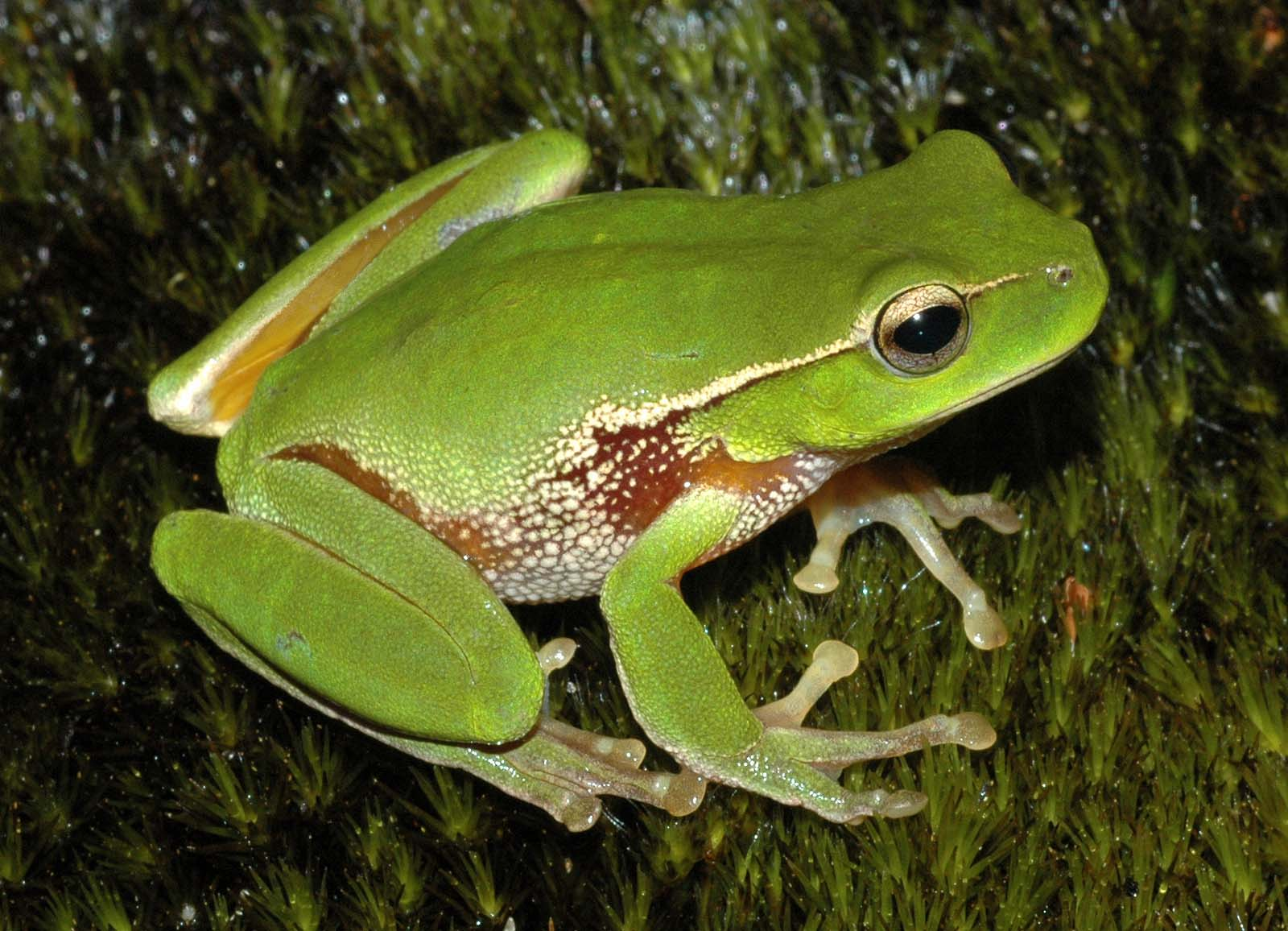
Rainette verte.

#### Loi et arrêtés de protection et de conservation
La loi Montagne concerne une partie du territoire communal. La loi no 85-30 du 9 janvier 1985 relative au développement et à la protection de la montagne précise : « La République française reconnaît la montagne comme un ensemble de territoires dont le développement équitable et durable constitue un objectif d'intérêt national en raison de leur rôle économique, social, environnemental, paysager, sanitaire et culturel. »
D'autre part, la commune possède deux arrêtés de réserve de chasse et de faune sauvage. Tous deux datent du 15 octobre 2012. Ils concernent une surface respective de 26,15 et 129,09 ha.

### Personnalités liées à la commune
- Humbert de Grésy, chevalier de l'ordre de Saint-Jean de Jérusalem, commandeur de Chambéry (1555)[118]
- Marc-Claude de Buttet (1530-1586), poète et gentilhomme savoisien, seigneur de la rente féodale de Grésy-en-Genevois.
- Pierre Chevalier (1905-2001), alpiniste et spéléologue, enterré à Grésy-sur-Aix.
- Marie-Félix Choulet (1854-1923), missionnaire, évêque en Mandchourie, né à Grésy-sur-Aix.
- Familles de Mouxy et François de Mouxy de Loche (1756-1837), militaire, entomologiste, archéologue, né à Grésy-sur-Aix.